# Stadtkirche (Bad Wimpfen)

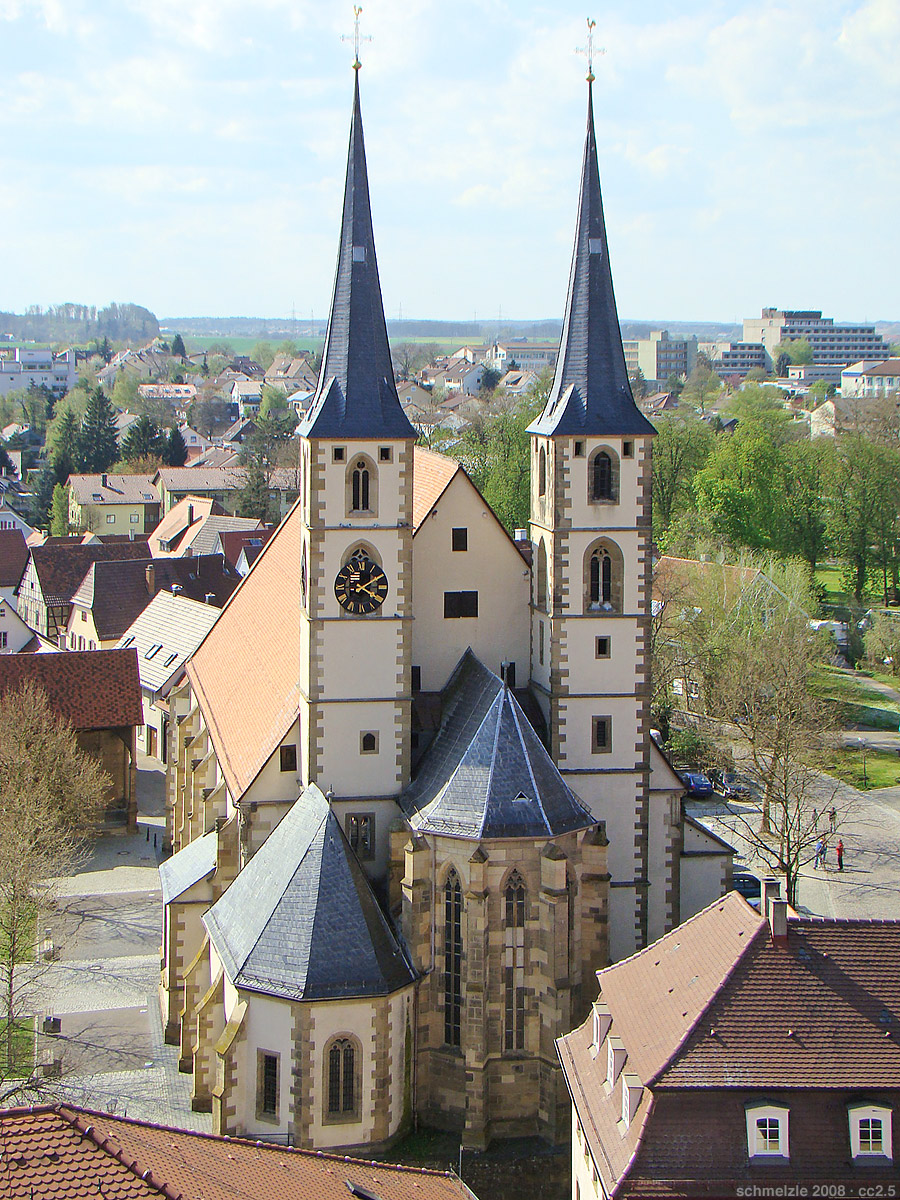
Stadtkirche Bad Wimpfen, Ansicht von Osten mit Sakristei (links) und dem Chor zwischen den beiden Türmen

Die Stadtkirche in Bad Wimpfen im Landkreis Heilbronn im nördlichen Baden-Württemberg ist eine evangelische Pfarrkirche, deren älteste Teile, die Sockel der beiden schlanken Osttürme, aus dem frühen 13. Jahrhundert stammen und die ihr heutiges Äußeres im Wesentlichen durch Umbauten um 1500 erhielt. Zu ihren bedeutenden Kunstschätzen zählen zwei historische Flügelaltäre. Sie gehört der Kirchengemeinde Bad Wimpfen innerhalb der Evangelischen Landeskirche in Württemberg.

## Lage
Die Kirche steht auf dem vom Neckar zum Kraichgau hin ansteigenden Eulenberg, am höchsten Punkt der Altstadt des Hauptorts Wimpfen am Berg neben dem Marktplatz. Südöstlich der Kirche erstreckt sich die Pfalz Wimpfen, während die bürgerliche Siedlung vor allem im Südwesten der Kirche liegt. Nördlich der Kirche befindet sich der Wormser Hof, ursprünglich Verwaltungssitz des Bistums und Pfarrerwohnung, dessen Nordwand zum steilen Neckarufer hin mit der Stadtmauer verbaut ist.

## Geschichte

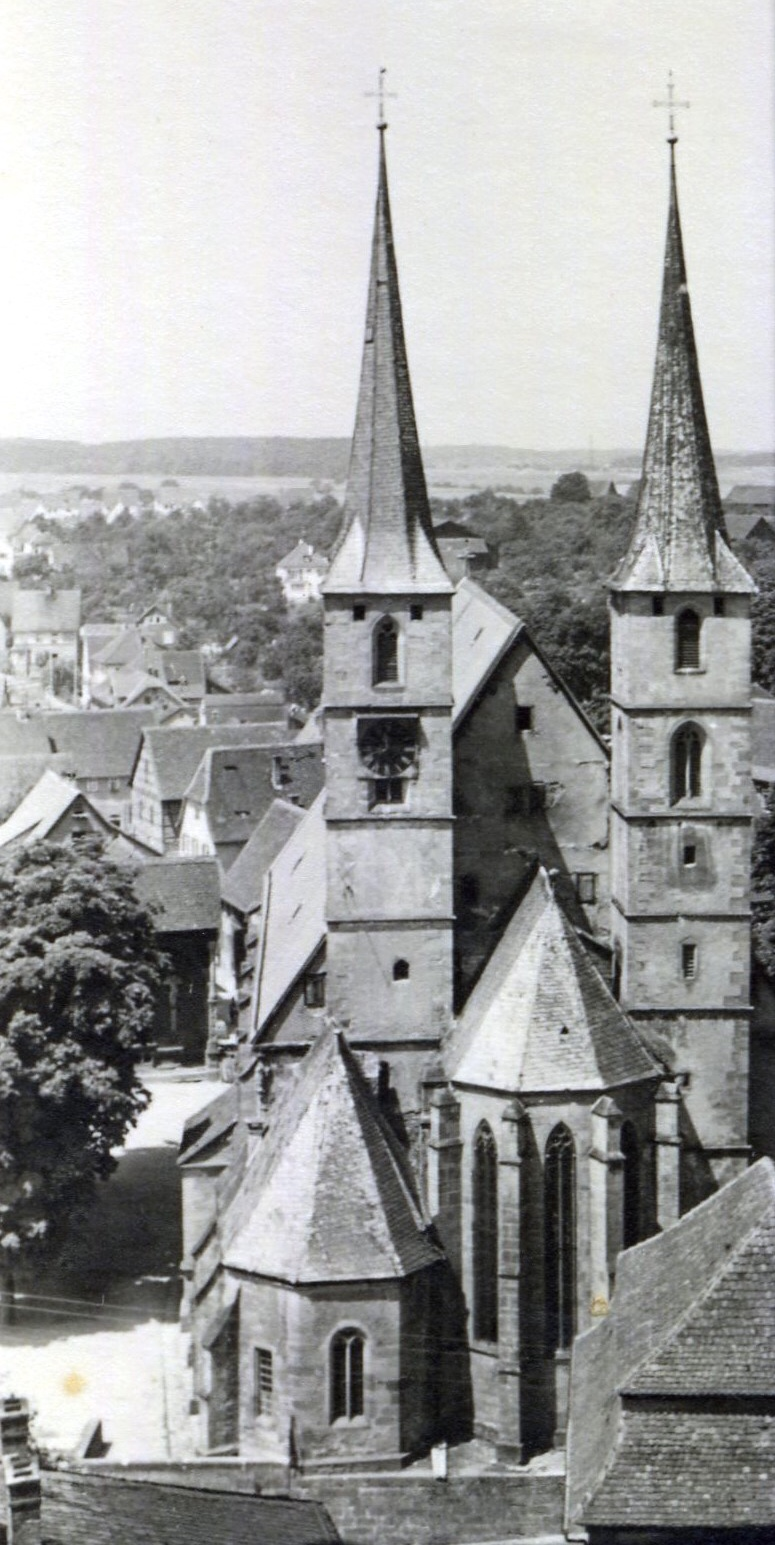
Die Stadtkirche im Jahr 1939

Westlich oberhalb der älteren Wimpfener Talsiedlung entstand auf dem Eulenberg im hohen Mittelalter die Pfalz Wimpfen, eine staufische Königspfalz. Der Baugrund und das umliegende Gebiet gehörten ursprünglich dem Bistum Worms. Die Kirche wurde unmittelbar westlich der Pfalz errichtet; das heute mit dem Wimpfener Rathaus überbaute Areal zwischen der Kirche und dem Blauen Turm war einst der Halsgraben der Pfalz und wurde später verfüllt.
Auf die frühe Geschichte der Kirche vor ihrer ersten urkundlichen Erwähnung 1234 kann nur aufgrund architektonischer Befunde geschlossen werden. Bodenfunden zufolge stand an der Stelle der Kirche einst ein einschiffiges Kirchengebäude, das sich in etwa vom Chor bis zum Kanzelpfeiler der heutigen Kirche erstreckte und ungefähr die Breite des jetzigem Mittelschiffs hatte. Die Kirche war wohl bereits dreischiffig ausgebaut und nach Westen verlängert, als sie um 1210 in der Zeit des Baus der benachbarten Pfalz ihre zwei Osttürme erhielt. Im Südturm wurde ein römischer Viergötterstein vermauert; der Nordturm könnte aufgrund eines hochgelagerten Außenzugangs einst ein Wehrturm gewesen sein. Gleichzeitig mit dem Bau der Pfalz und der Kirche entstand als Verwaltungssitz des Bistums Worms der benachbarte Wormser Hof, in dem auch der jeweilige Pfarrer seinen Sitz hatte.

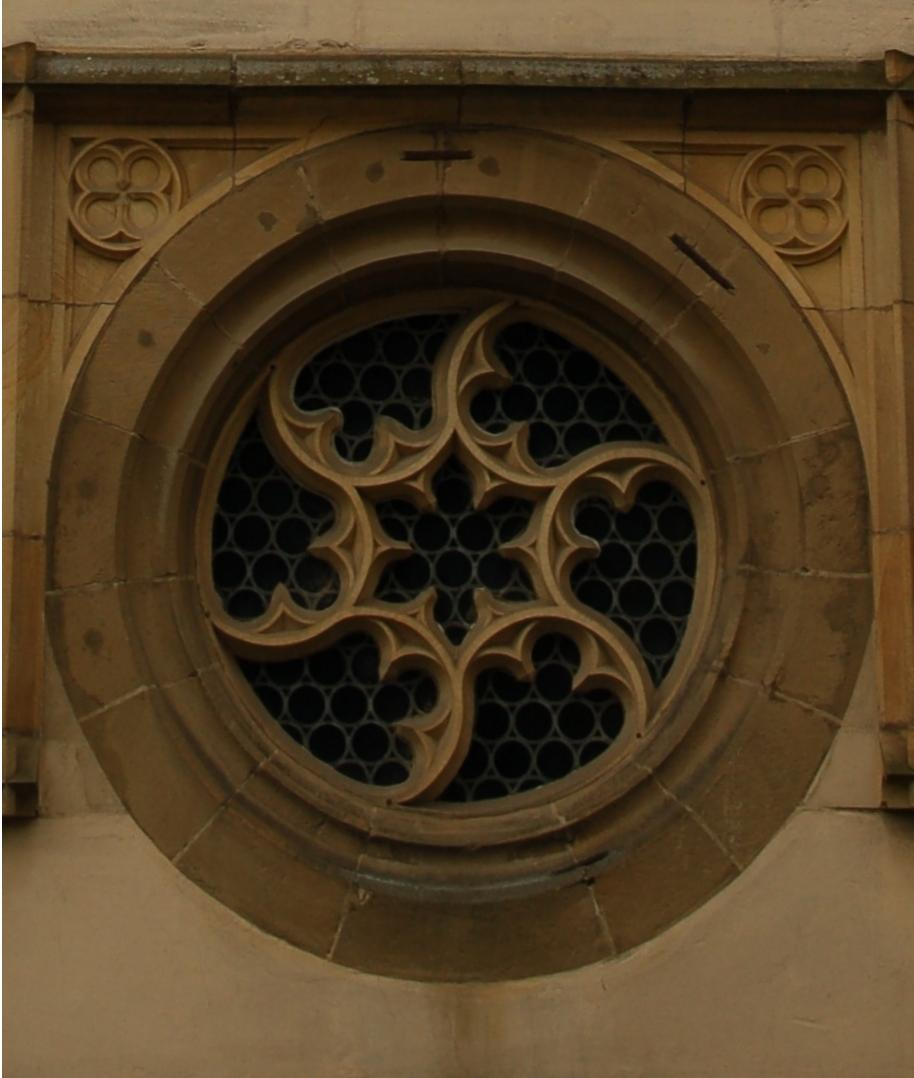
Gotisches Fenster

Gegen Ende des 13. Jahrhunderts wurde der zwischen den Türmen liegende Chor im Stil der Gotik erneuert. 1468 wurde südlich an Chor und Südturm eine Sakristei angebaut, danach das dreischiffige Langhaus zu seiner heutigen Gestalt vergrößert. 1489 entstand die Empore, 1491 bis 1493 die Westfassade, 1510 wurden die Umfassungsmauern vollendet, die Wölbung des Daches wurde 1512 begonnen. Schließlich wurden 1521 bis 1523 beide Türme um jeweils ein Stockwerk erhöht, um sie in der Proportion dem vergrößerten Langhaus anzupassen. Als Baumeister der Kirche gelten um 1500 der über Steinmetzzeichen hergeleitete Anton Pilgram oder einer seiner Lehrer beziehungsweise Schüler sowie der ab 1510 urkundlich als Baumeister belegte Bernhard Sporer.
Die Kirche war ursprünglich der Jungfrau Maria geweiht. Obwohl hier in der Reformationszeit bereits 1523 die erste evangelische Predigt gehalten wurde, blieb sie zunächst noch eine katholische Kirche, bevor sie 1588 der inzwischen die überwiegende Bevölkerungsmehrheit in Wimpfen bildenden evangelischen Gemeinde als Stadtkirche anstelle der kleineren, in der Talsiedlung gelegenen Cornelienkirche zugesprochen wurde. Die Katholiken klagten vergeblich vor dem Reichskammergericht gegen diese Entscheidung.
Um die Kirche befand sich ursprünglich der Friedhof der Stadt, bis dieser um 1600 vor die Stadtmauern verlegt wurde. Bei der Kirche verblieb das später ebenfalls aufgegebene Erbbegräbnis einiger Wimpfener Patrizierfamilien.
Nach dem Ende der reichsstädtischen Blüte zu Beginn des 17. Jahrhunderts und vor allem nach dem Dreißigjährigen Krieg wurde Wimpfen zu einer Ackerbürgerstadt. Größere Baumaßnahmen am Gebäude fanden daraufhin nicht mehr statt. Die Kirchengemeinde war vielmehr aus wirtschaftlichen Gründen gezwungen, Teile ihres Besitzes zu verkaufen. 1648 wurde die mittlere Glocke der Kirche und der 44 Messgewänder umfassende Kirchenornat verkauft. Ein Verkauf der großen Glocke im Jahr 1649 konnte nur äußerst kurzfristig durch anderweitig aufgebrachte Geldmittel abgewendet werden, so dass der bereits erschienene Käufer einen Reuetaler als Entschädigungszahlung erhielt.
Um 1870 setzte durch die inzwischen erschlossene Saline und den Eisenbahnanschluss des Ortes ein wirtschaftlicher Aufschwung in Wimpfen ein. Zahlreiche Wandmalereien in der Kirche wurden renoviert. Von 1969 bis 1972 fand eine umfassende Innen- und Außenrenovierung statt.

## Beschreibung

### Türme
Die eng beieinander stehenden, schlanken Osttürme, die ursprünglich für einen viel kleineren Bau errichtet wurden, geben der Kirche ihr architektonisch markantes Äußeres. Die unteren beiden Geschosse der Türme aus dem frühen 13. Jahrhundert sind aus Kalkstein. Sie sind die ältesten Teile der Kirche. Der Nordturm wurde gemäß einer Bauinschrift 1521 um ein Geschoss erhöht, der Südturm gemäß einer Inschrift am obersten Gesims im Jahr 1523. Die Grundfläche der Türme beträgt jeweils 4,25 × 4,25 Meter, ihre Höhe mit Dachaufbauten 44,50 Meter.
Das Glockengeläut der Stadtkirche besteht aus drei Kirchenglocken, die zu unterschiedlichen Zeiten von der Glockengießerei Bachert in Kochendorf gegossen wurden. Die große Glocke hängt im Nordturm, die beiden anderen Glocken im Südturm.
- Glocke 1, die Reichsstadtglocke, gegossen 1953, hat bei einem Durchmesser von 1450 mm ein Gewicht von 1940 kg und klingt mit dem Schlagton c′. Die Inschrift lautet: REICHSSTADTGLOCKE HEISS, GOTTES WALTEN PREIS ICH, SCHIRME GNAEDIG GOTTES HAND, VNSER DEVTSCHES VATERLAND
- Glocke 2, die Apostelglocke, gegossen 1955, hat bei einem Durchmesser von 1210 mm ein Gewicht von 1138 kg und klingt mit dem Schlagton f′. Die Inschrift lautet: APOSTELGLOCKE SOLL MEIN NAME SEIN, ICH RVFE CHRISTVS IST DAS HEIL ALLEIN." und "GEGOSSEN VON GEBRVEDER BACHERT IN KOCHENDORF 1955
- Glocke 3, die Lutherglocke, gegossen 1905, hat bei einem Durchmesser von 940 mm ein Gewicht von 900 kg und klingt mit dem Schlagton c′. Die Inschrift lautet: LUTHERGLOCKE HEISS ICH KÜND IN JEDER NOT EIN FESTE BURG IST UNSER GOTT." und "GEGOSSEN VON GEBRÜDER BACHERT IN KOCHENDORF 1905

### Langhaus

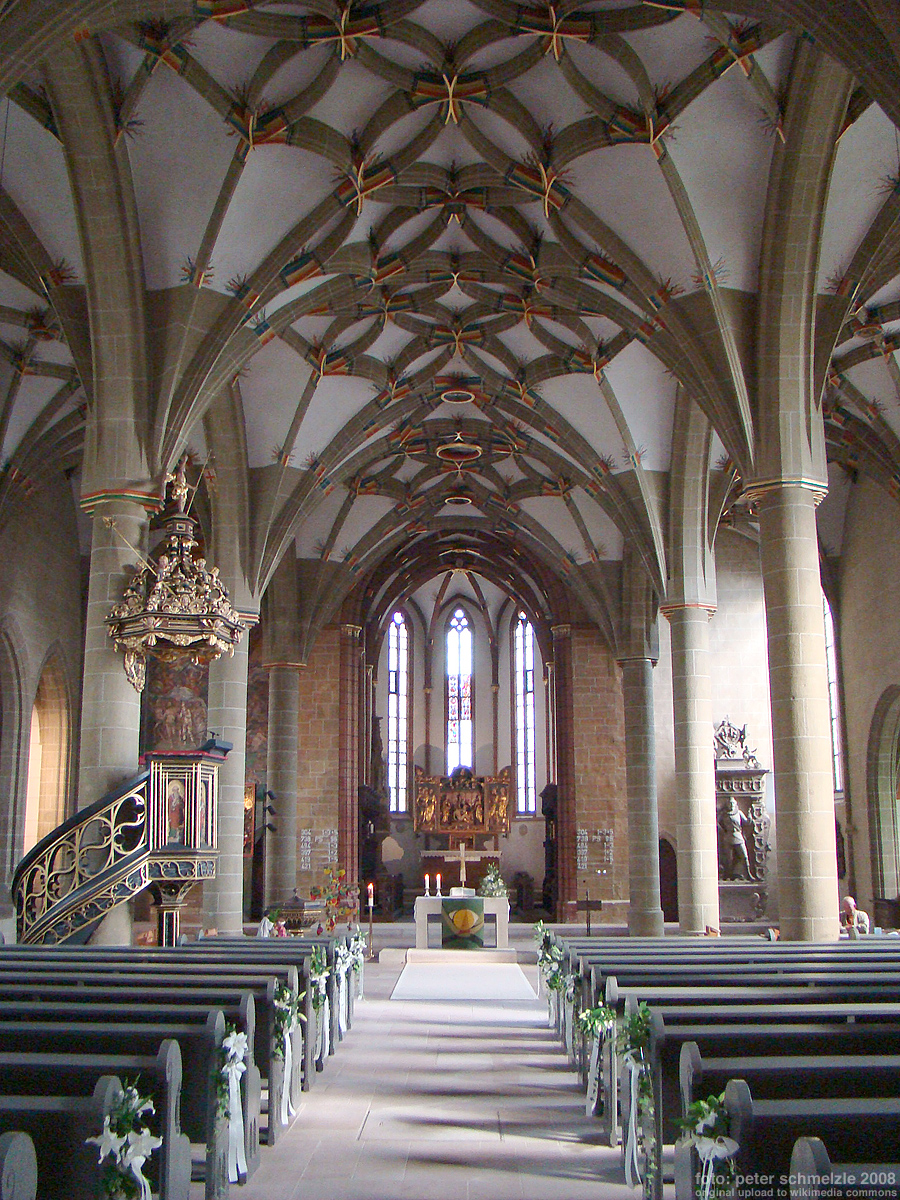
Blick ins Innere der Stadtkirche

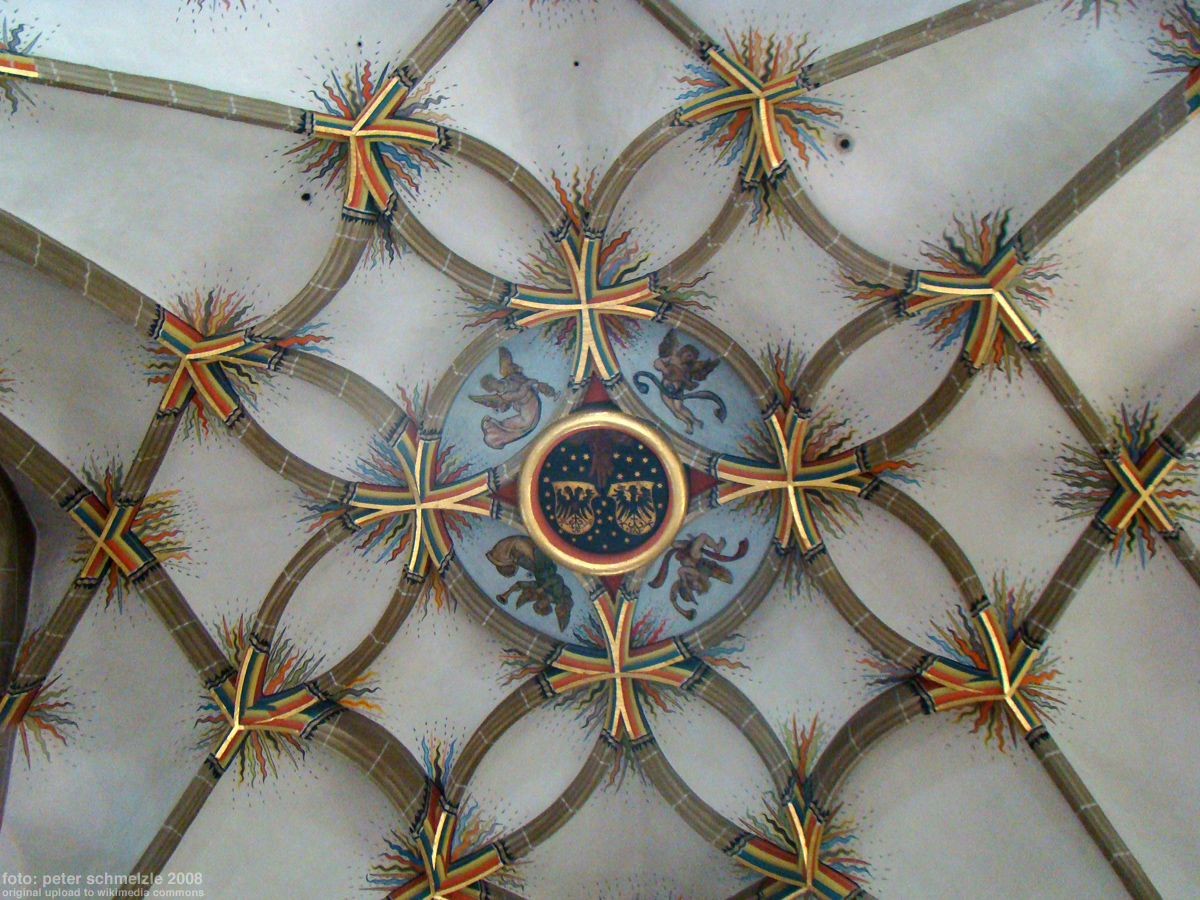
Netzgewölbe im Mittelschiff

Das Langhaus ist als dreischiffige Hallenkirche aus Heilbronner Sandstein gebaut; die drei Schiffe haben dieselbe Höhe unter einem gemeinsamen Satteldach. Die Maße des Langhauses betragen 37,35 × 19 Meter. Die Raumhöhe beträgt 11,50 Meter, der Dachaufbau ist 13,75 Meter hoch. Im östlichen Teil der Längswände sind kleine Seitenkapellen angebaut. Der Hauptzugang erfolgt durch das Hauptportal an der westlichen Giebelseite; ihm ist eine schmale, überwölbte Vorhalle vorgelagert, in der zwei Eisenbänder vermutlich das Wimpfener Normalmaß markieren. Die Seitenportale an den Längsseiten hatten ebenfalls kleine Vorhallen, allerdings ist nur die auf der Südseite erhalten. Nach Osten öffnet sich das Langhaus zwischen den Türmen zum schmalen Chor.
Die Schiffe des Langhauses sind jeweils in sechs Joche untergliedert, die mit gotischem Netzgewölbe überspannt sind. Die östliche Jochreihe am Ostgiebel ist sehr schmal, während die restlichen Joche annähernd die gleiche Spannweite haben. Das Netzgewölbe des Mittelschiffs ist aus Kreisen konstruiert, die Joche der Seitenschiffe sind von rautenförmigem Netzgewölbe überspannt. Die Schlusssteine zeigen Maria, den Reichsadler, das Stadtwappen sowie verschiedene Familien- und Handwerkerzeichen. Die Schiffe sind durch zwei unregelmäßige Reihen aus schmalen Rundsäulen, die das Gewölbe tragen, voneinander getrennt. Diese Säulen haben nur wenig ausgeprägte Kapitelle, ebenso wurde am Wandabschluss des Gewölbes auf Konsolen verzichtet, wodurch die Weite des Raumes betont wird, die mit dem schmalen, hohen Chor kontrastiert. Seitlich des Triumphbogens zum Chor führen Türen in der östlichen Giebelwand des Langhauses in die Turmuntergeschosse.
Das längs auf den Chor ausgerichtete heutige Gestühl im Langhaus stammt aus neuerer Zeit. Es ist der Ersatz für ein älteres Gestühl und dessen Anordnung, das mindestens im Mittelteil auf die Kanzel am mittleren nördlichen Pfeiler ausgerichtet und die Kirche somit bis dahin eine Querkirche war. Diese Richtungsänderung zum Chor erfolgte spätestens bei der Innenrenovierung ab 1969.
Im Westen des Langhauses ist eine steinerne Empore eingezogen, deren zwei steinerne Rundtreppen eine konstruktive Meisterleistung sind, da sie ohne die üblicherweise benötigte Bogenunterstützung nach oben führen.

### Chor und Sakristei
Der Chor hat eine Tiefe von etwa zehn und eine Breite von etwa fünf Metern. Er entstand in seiner heutigen Form im späten 13. Jahrhundert und weist außen am Maßwerk noch romanische Charakteristika auf, während die gleichen Bauteile im Inneren bereits in der Formensprache der Gotik gestaltet sind. Der Chor wurde aus Heilbronner Sandstein erbaut. Der direkt an den Nordturm angebaute Teil des Chores könnte möglicherweise noch ein Überrest des älteren romanischen Chores sein, da sich dieser Teil architektonisch vom restlichen Chorraum unterscheidet. Der nach Osten mit 5/8-Schluss ausgestaltete Chor ist von einem gotischen Kreuzgewölbe mit gekehlten Rippen überspannt. Die Kapitelle und Schlusssteine sind teilweise mit Blattwerk verziert.
Die südlich an den Chor und den Südturm angebaute Sakristei entspricht in Länge, Breite und Grundriss des 5/8-Schlusses fast exakt dem Chor; sie ist jedoch niedriger und ihre Innenfläche ist gegenüber dem Chor um die Grundfläche des südlichen Turmes reduziert. Die Decke der Sakristei ist als Netzgewölbe ausgeführt.

## Ausstattung

### Altäre

#### Hochaltar

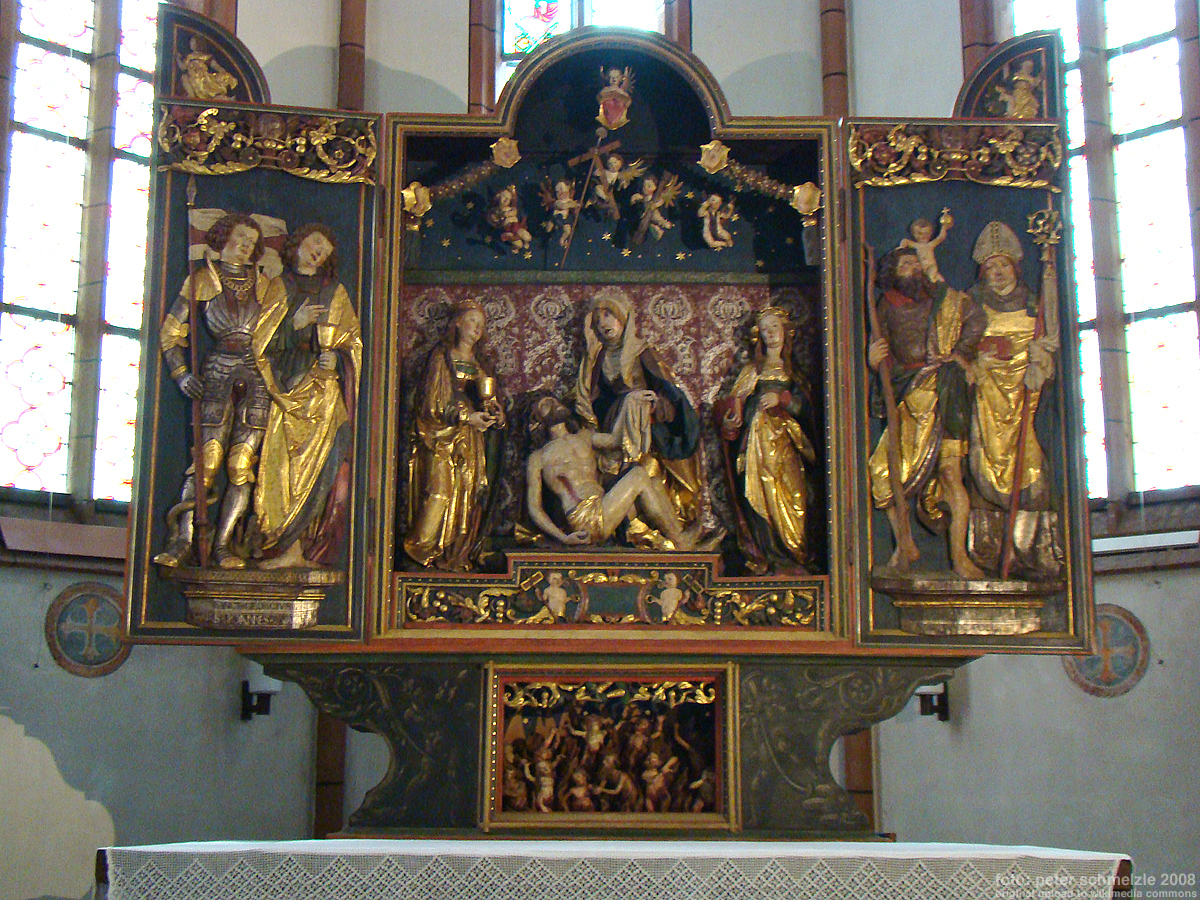
Hochaltar im Chor

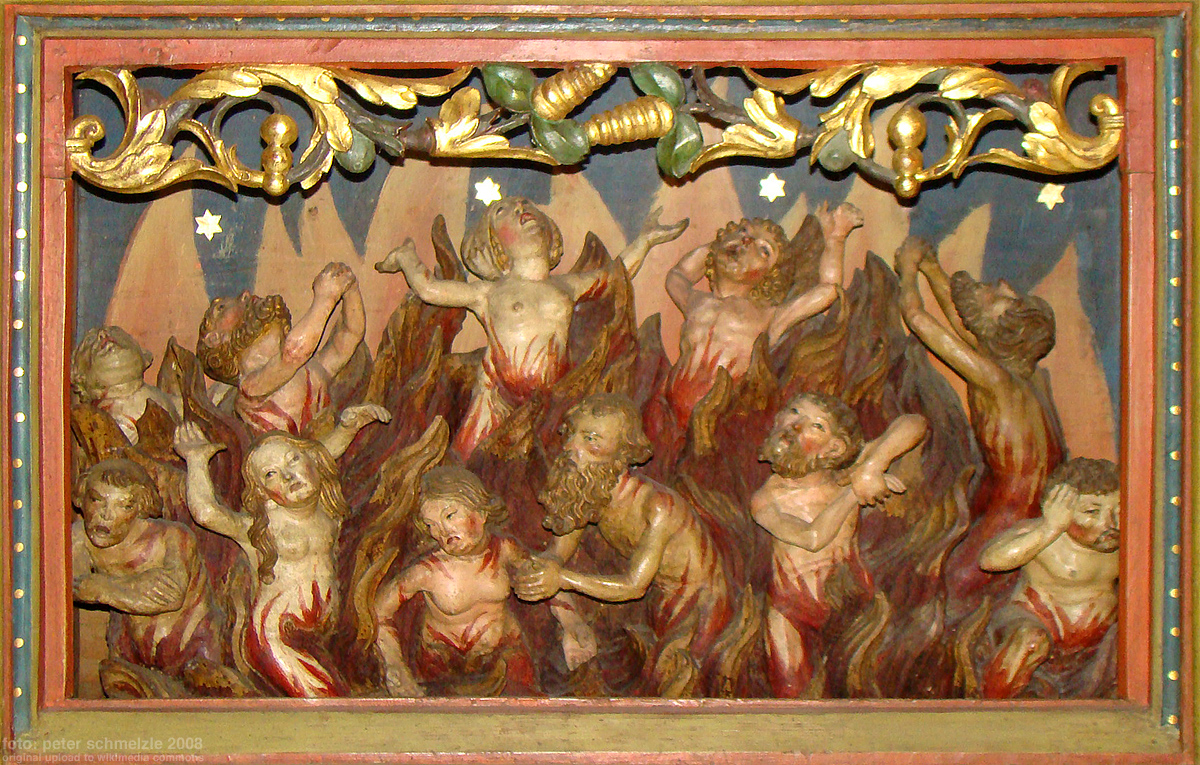
Predella des Hochaltars (Fegefeuer)

Der Hochaltar (Vesperaltar) im Chor ist ein Flügelaltar in Form eines Triptychons und zeigt im Schrein dreiviertelplastische Figuren. Es ist eine Baldachinzone mit halbkreisförmigem Schreinabschluss zu sehen. Die Innenseiten der Flügel tragen je zwei reliefierte Figuren, wobei die Außenseiten der Flügel bemalt sind. Der Flügelaltar ist auf dem Schrein und der Predella mit 1519 datiert. Das Kunstwerk wurde Ende des 19. Jahrhunderts bei Scheurer in Darmstadt restauriert, wobei Übermalungen entfernt wurden. Von 1956 bis 1958 wurde er bei W. Hammer in Ulm nochmals restauriert, dabei wurde die Fassung stark ergänzt. So wurden die Engel und Leidenswerkzeuge Christi wieder in der bis dahin leeren Baldachinzone befestigt.
- Schrein

In der Schreinmitte befindet sich ein Vesperbild (Maria mit dem leblosen Körper des Gekreuzigten), dem Figuren der Heiligen Barbara (links) und Apollonia (rechts) zur Seite gestellt sind. Der Schrein schließt nach oben mit einem aufgesetzten Halbkreis ab. Darunter befinden sich sechs kleine Engelsfiguren, die vor einem aufgemalten Sternenhimmel Leidenswerkzeuge (Arma Christi) mitsichführen. Außerdem sind dort Wappenschilde mit den Wundmalen Christi zu sehen. An der oberen Seite des Halbkreisbogens befinden sich fünf Zapfenlöcher. Gräf meint, dass sich dort eine Kreuzigungsgruppe befunden haben könnte. Aufgrund der kahl wirkenden Baldachinzone oberhalb der Figurengruppe nimmt Gräf an, „daß das Retabel für einen anderen Ort konzipiert war.“
- Flügel

Die Halbkreisform des oberen Schreinabschlusses wird von den Flügeln wiederaufgenommen. Der obere Rand der Innenseiten der Altarflügel ist mit Ornamenten in typischen Renaissanceformen geschmückt. Darunter sind reliefartige Darstellungen der Heiligen Georg, Johannes (links), Christophorus und des Theobald (rechts) zu sehen. Die Außenseiten der Flügel tragen Bildnisse von Papst Urban I. und Johannes dem Täufer, beide inschriftlich bezeichnet.
- Predella

Die Predella enthält in einem Schrein eine plastische Darstellung des Fegefeuers, in der elf kleine Figuren inmitten lodernder Flammen dargestellt sind.
- Künstler

Der Schöpfer des Hochaltars ist unbekannt. Schnellbach sieht eine hohe Übereinstimmung mit dem zeitgleich entstanden Gemmingen-Denkmal im Mainzer Dom. Er vergleicht das Werk auch mit dem Scherenberg-Denkmal und sieht aufgrund von handwerklichen Details u. a. Hans Backoffen als möglichen Schöpfer des Altars an.
Böhling vergleicht die Gesichts- und Gewandbehandlung der reliefierten Figuren am linken Innenflügel (Heilige Georg und Johannes) mit Werken von Tilman Riemenschneider wie den Grabmälern R. v. Scherenbergs oder des Abtes Trithemius. Die Gestaltung der Außenseiten der Altarflügel lässt eine Nähe zu Malereien von Matthias Grünewald erkennen, doch werden die Flügel nicht ihm, sondern der Nürnberger Schule zugeschrieben.

#### Quirinusaltar

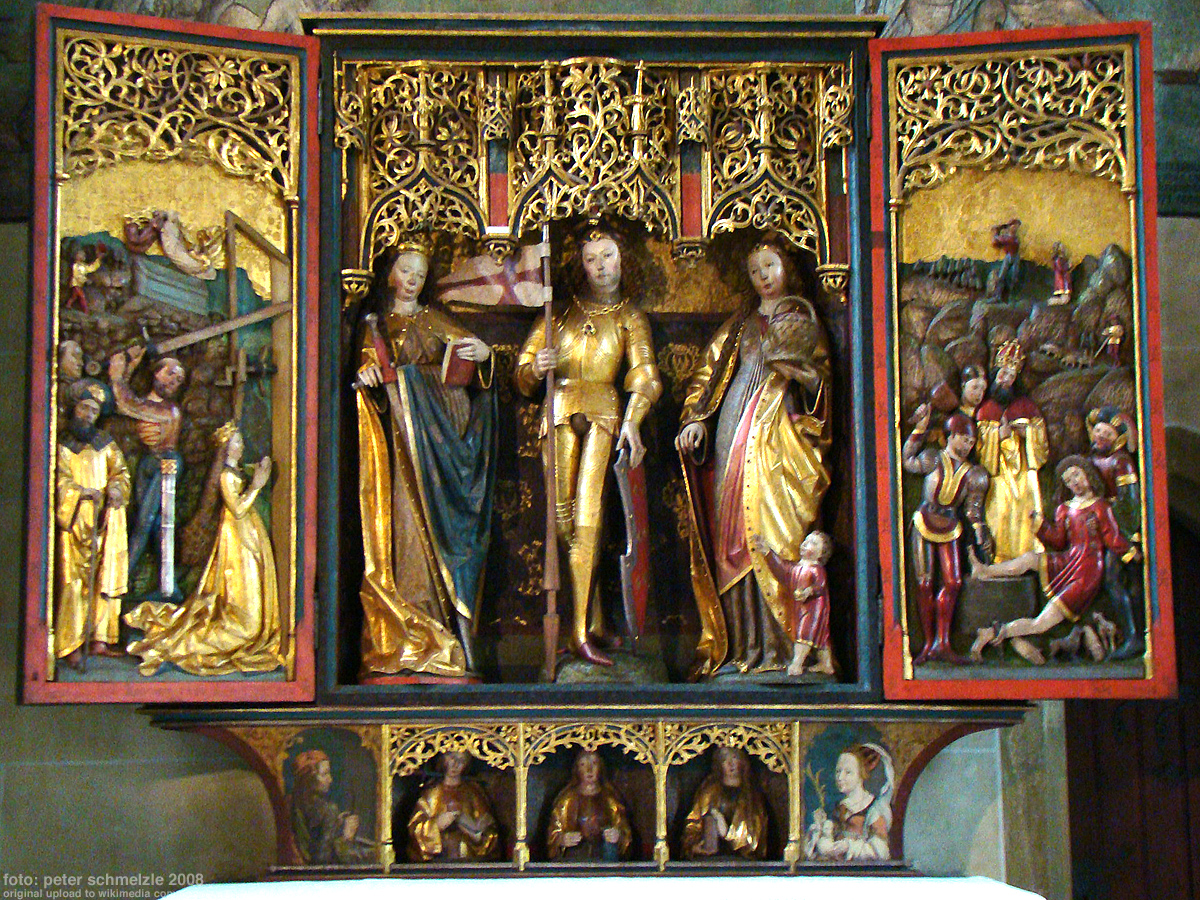
Seitenaltar

Der Seitenaltar (Quirinusaltar) im nördlichen Seitenschiff ist ein Flügelaltar. Er besteht aus dem Hauptschrein, zwei feststehenden Außenflügeln, zwei beweglichen Innenflügeln und der Predella. Das Gehäuse ist aus Fichtenholz, die Schnitzereien sind aus Lindenholz gefertigt. Der Altar stammt aus dem Jahr 1500, diese Jahreszahl ist unten am linken inneren Flügelrahmen zu sehen. Er befand sich bis zur Kirchenrenovierung im Jahre 1962 in der südlichen Seitenkapelle. 1962 wurde der Altar bei W. Hammer in Ulm restauriert, wo vermutlich kleinere Ergänzungen, wie die Fahnenstange, vorgenommen wurden und die ältere Fassung freigelegt wurde.
- Schrein

Der Schrein hat in der Baldachinzone verzierte Laubwerkranken bis zu den Köpfen der darunter befindlichen Figuren; die vier Hohlsäulchen im Laubwerk, die den Schrein in drei Raumfelder gliedern, trugen wohl einst vier kleine Figuren. In der Mitte steht der Heilige Quirinus mit Kreuzfahne und seinem Attribut, dem roten Schild mit neun goldenen Kugeln. Ihm beigesellt sind die Heilige Katharina mit Krone, Buch und Schwert (links) und die Heilige Dorothea mit Rosenkorb und einem Knaben (rechts). Der Schrein ist 183 Zentimeter breit, 148 Zentimeter hoch und hat eine Tiefe von 27 Zentimetern.
- Flügel

Die Innenseiten der beweglichen Flügel tragen Flachreliefs mit sehr hoch angesetztem Horizont vor golddamasziertem Hintergrund. Darüber befinden sich geschnitzte Laubwerkranken. Die geschnitzten Ästchen der Ranken führen das Kielbogenornament des Schreins fort. Die Reliefs auf den geöffneten Innenseiten stellen die Martyrien von Katharina und Quirinus dar: Auf dem linken Flügel wird Katharina enthauptet, der rechte zeigt, wie Quirinus’ Hände und Füße vor den Augen seiner Tochter Balbina und des Papstes Alexander I. abgehackt werden.
Auf den geschlossenen Innenflügeln sind abermals Darstellungen von Quirinus mit Fahne und Schild (links) sowie von Katharina mit Rad und Märtyrerpalme (rechts) zu finden. Über den beiden Figuren sind verschiedene Grisaillen im Baldachin zu sehen: Über Quirinus sind zwei Propheten mit Spruchbändern zu sehen, dazwischen ein affenartiges Wesen. Die Bänder waren seinerzeit beschriftet, sind heute aber leer. Über Katharina befindet sich eine Grisaille mit der Verkündigung Mariens im Baldachin. Dazwischen auch ein Spruchband, worauf Ave Maria, dominus tecum steht.
Auf den Standflügeln sind bei geschlossenem Altar Bilder von Stephanus (links) und Papst Gregor (rechts) zu sehen. Normalerweise sind die Umrisse von Standflügeln und beweglichen Flügeln identisch. Das Quirinus-Retabel bildet eine Ausnahme, da abweichend von der rechteckigen Form von Schrein und innerem Flügelpaar die Standflügel mit einer halben Kielbogenleiste schließen.
- Predella

Die Predella (Altarfuß) zeigt Heiligendarstellungen, teils als Büsten in der Predellamitte, teils als Malerei an den Außenseiten. Die Malereien zeigen links Gangolf mit Stab und Quelle, rechts Agnes mit einem Lamm. In der Predellamitte wurden drei räumlich voneinander getrennte Nischen mit laubwerkumranktem Bogenabschluss eingerichtet, wobei in jeder dieser Nischen sich eine plastische Halbfigur befindet. Von den drei Büsten ist links Lucia mit einem Schwert durch den Hals und einem Buch und rechts Maria Magdalena mit Salbtopf dargestellt. Die Heiligenbüste in der Mitte mit den beiden Geldsäcken kann nicht mehr eindeutig zugeordnet werden, möglicherweise handelt es sich um Elisabeth.

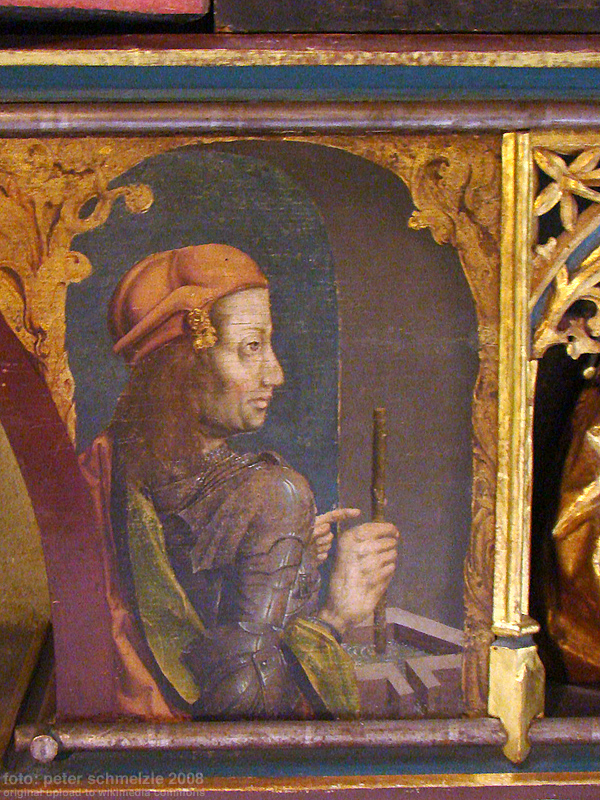
Predella, Malerei links: Gangolf
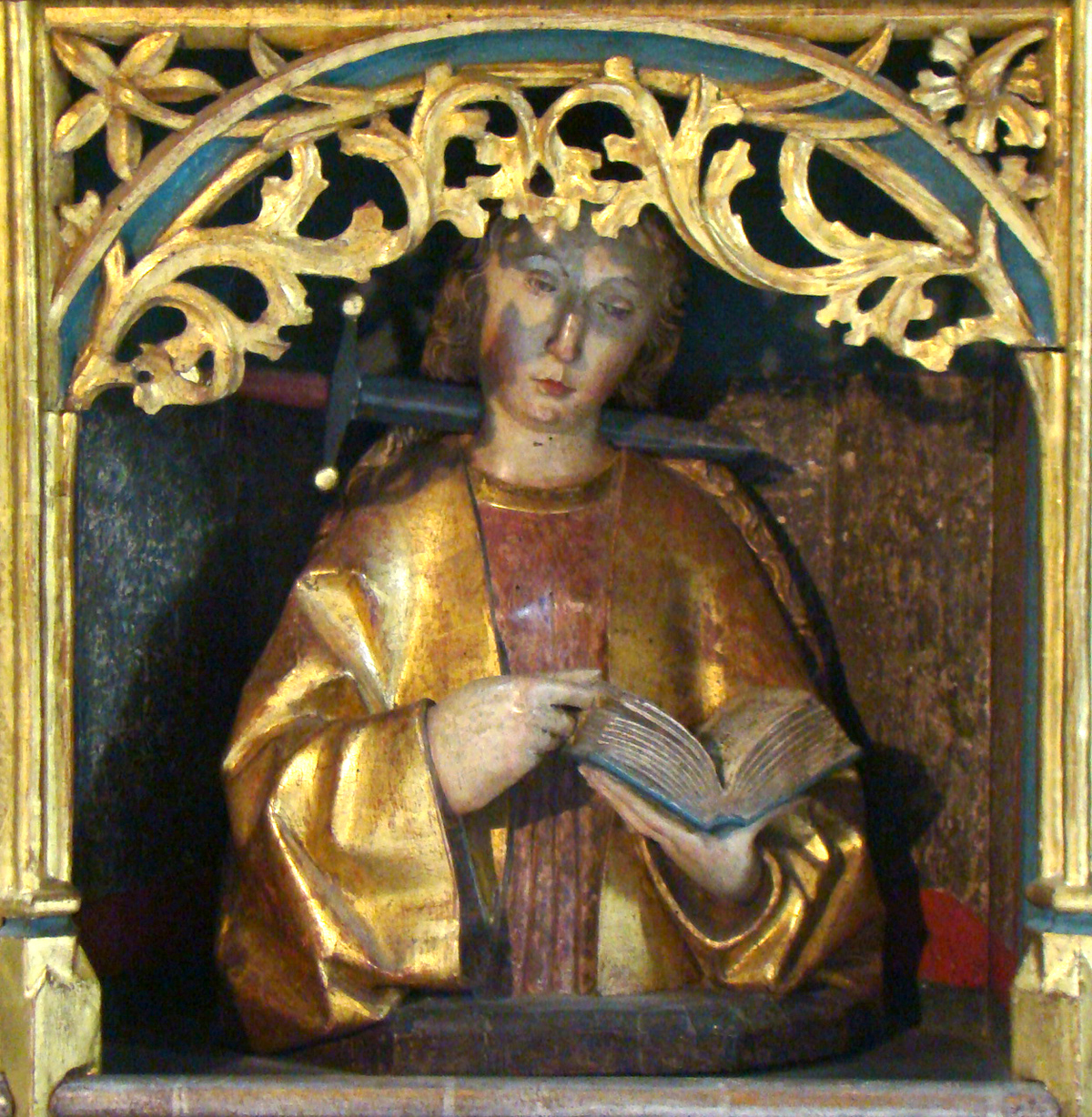
Predella, Büste links: Lucia von Syrakus
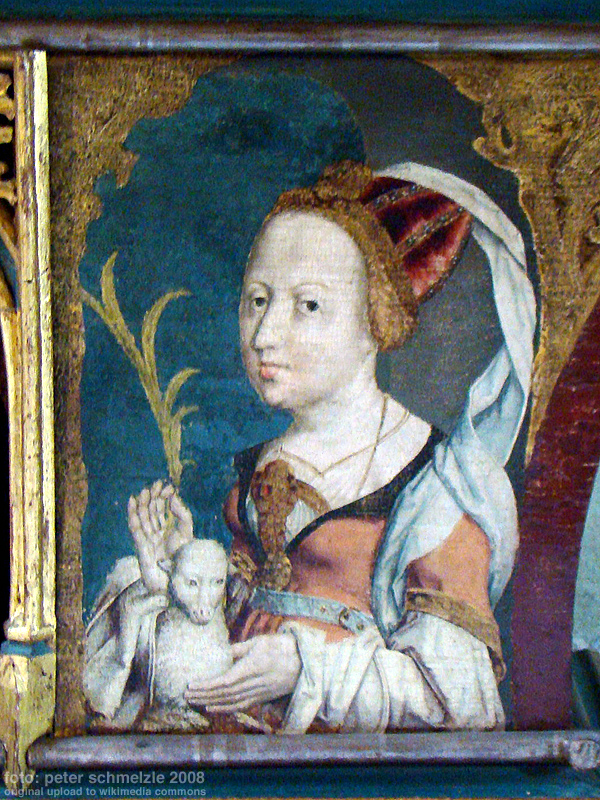
Predella, Malerei rechts: Agnes

- Künstler

Die genaue Identität des Meisters des Wimpfener Quirinusaltars ist nicht bekannt. Nach Hartmut Gräf kommt ein Meister Moler aus Wimpfen in Betracht, dessen Kunstfertigkeit den Familiennamen der gleichnamigen Wimpfener Familie ergeben haben könnte. Deren Hausmarke befindet sich an der Innenseite des linken Flügelrahmens, neben der Jahreszahl. Sie ist ebenso im Kapitell links über der Katharina an der Außenseite zu sehen. Möglicherweise handelte es sich bei den Molers aber auch nur um die Stifter des Altars.
Marie Schuette schreibt das Werk, Plastik und insbesondere die Malerei einer Werkstatt zu, die die Figuren des Neudenauer Gangolfsaltar geschaffen haben. Dafür sprächen die „Ähnlichkeiten der Rüstungen und die tänzerischen Posen der Ritterheiligen“ an beiden Orten. Auch Joseph Sauer schreibt das Werk derselben Werkstatt zu und belegt dies mit dem „stark stilisierten Haargeflecht, das in gleichmäßigen Spiralen fällt, die Faltenbehandlung mit den harten Brüchen eines fast unnachgiebigen Stoffes die langen weichen Gesichter“. Auch Hartmut Gräf befürwortet denselben Schöpfer und belegt dies mit der „eigenartige[n] architektonische[n] Gestaltung: drei zwischen gemalte Felder eingelassene Predellanischen und die Figurennischen in der Baldachinzone“.

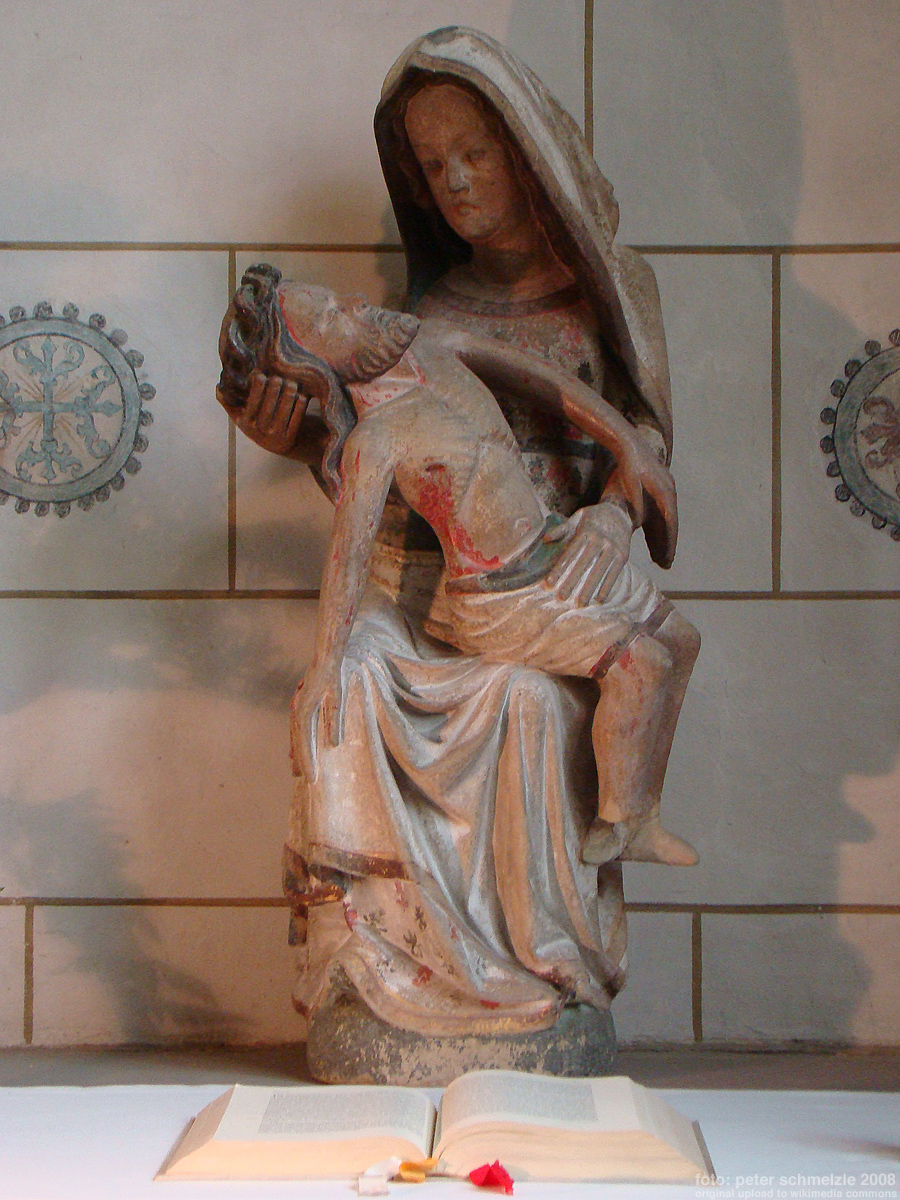
Altar der Seitenkapelle, Pietà 14. Jahrhundert

#### Weitere Altäre
In der südlichen Seitenkapelle befindet sich ein schlichter Altar mit einer Pietà, die um 1370 bis 1380 entstanden sein dürfte. Die Sandsteinfigur ist 69 cm hoch und wurde mehrfach überfasst, wobei die Farbe an einigen Stellen abgesprungen ist. Die Maria hat eine leicht schraubenförmig gedrehte Haltung und hält Jesus in den Armen. Sein Oberkörper wurde in einer halb aufgerichteten Position dargestellt. Der rechte Arm ruht auf dem rechten Knie seiner Mutter. Der zum Unterarm Marias gestreckte linke Arm scheint nachträglich ergänzt worden zu sein. Die Jesusfigur wird als „ausgemergelt, etwas zu klein“ beschrieben.
Vor dem Chor steht ein schlichter moderner Volkdsltsr, der bei den Gottesdiensten verwendet wird.

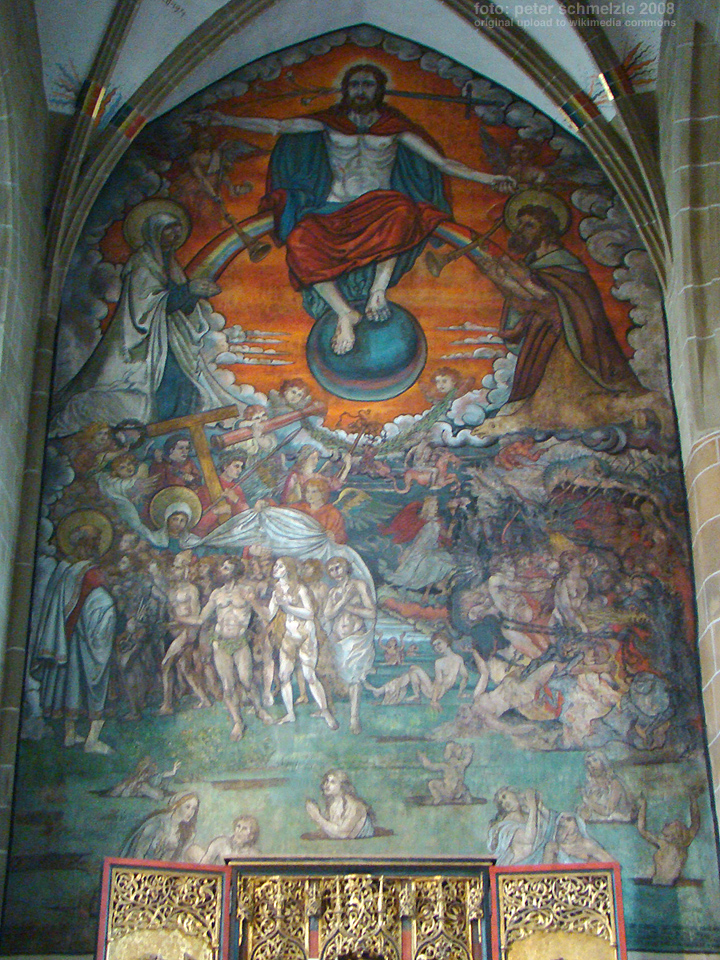
Jüngstes Gericht an der östlichen Giebelwand

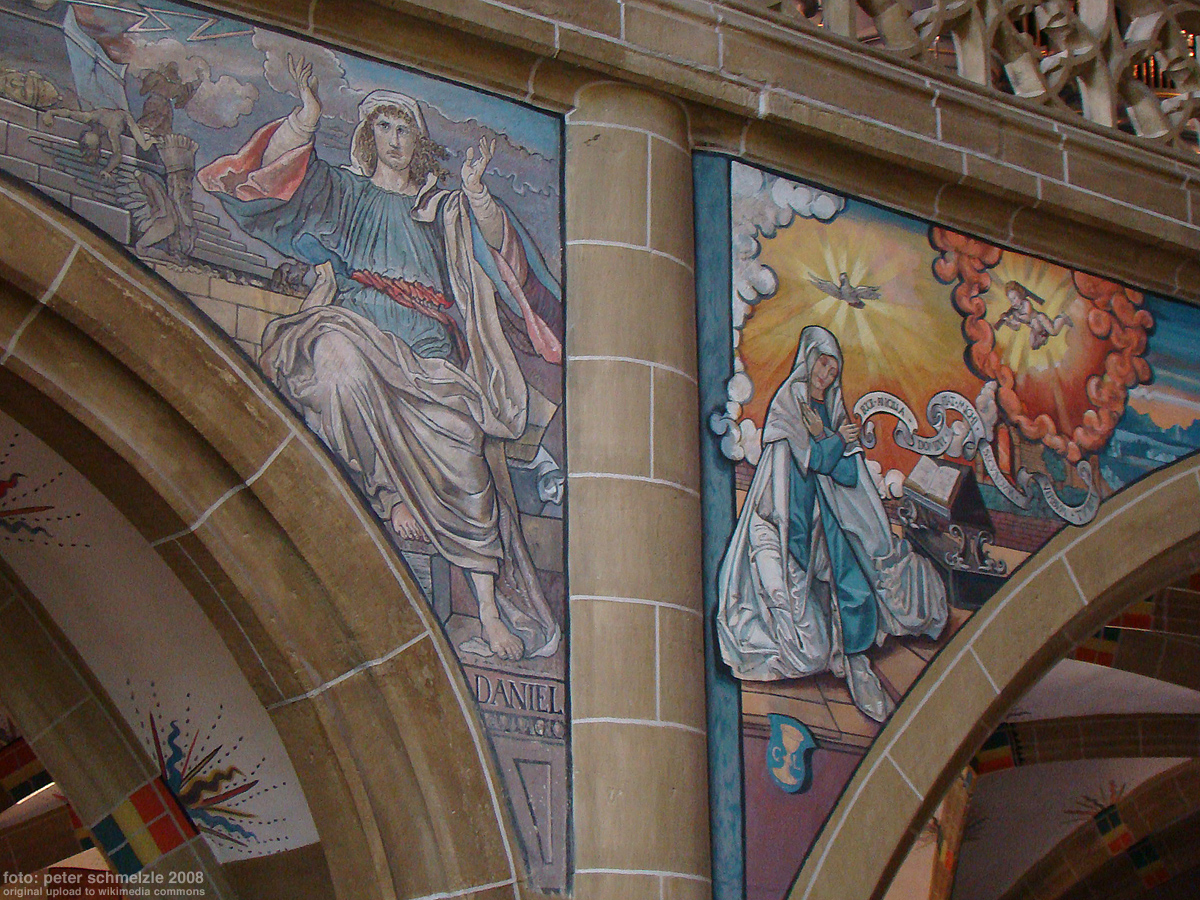
Detail der Malerei an der Empore

### Wandmalereien
In der Sakristei befindet sich die älteste Wandmalerei der Kirche. Diese Malerei schmückte ursprünglich die Außenwand des südlichen Turms zum einst der Kirche benachbarten Friedhof hin. Seit dem Anbau der Sakristei befindet sich diese ausgemalte Wand im Innenraum. Die Szene stellt Maria mit dem Kind unter einem Baldachin dar und stammt wahrscheinlich aus dem 14. Jahrhundert.
Im Langhaus befinden sich weitere Wandmalereien, die aus dem 16. Jahrhundert stammen dürften, allerdings bei einer Restaurierung um 1870 von dem Darmstädter Maler August Noack im Stil der Zeit restauriert wurden und ihre Ursprünglichkeit verloren. Um 1970 wurden die Fresken nochmals restauriert. An den Längswänden des Langhauses sind die zwölf Apostel zu sehen. Jedem Apostel ist zu seinen Füßen einer der zwölf Artikel des apostolischen Glaubensbekenntnisses in lateinischer Sprache beigegeben. Die drei Meter hohen Apostelfiguren sind jeweils mit Initialen, Wappen oder Hausmarken von Stiftern versehen. An der östlichen Giebelwand des nördlichen Seitenschiffes befindet sich eine ebenfalls 1870 stark restaurierte 8,25 Meter hohe Darstellung des Jüngsten Gerichts, die um 1524 Heinrich Vogtherr der Ältere malte. Dieser hielt sich von 1522 bis 1525 in Wimpfen auf, um in Dietrich von Gemmingens Auftrag die Stadtkirche mit Fresken auszugestalten. Das Gemälde der Verkündigungsszene an der Empore, das Noack um Prophetenbilder ergänzte, ist so stark übermalt, dass nicht festzustellen ist, ob es sich ebenfalls um eine Arbeit von Vogtherr d. Ä. handelt.

### Glasfenster
Das mittlere Fenster des Chores enthält die ältesten Glasmalereien der Kirche, die wohl beim Bau des Chors im späten 13. Jahrhundert entstanden sind. In Wimpfen hatten sich, u. a. auch in der Stiftskirche St. Peter, bis ins 19. Jahrhundert zahlreiche Glasmalereien von vor und um 1300 erhalten, die dann jedoch größtenteils verkauft wurden und später nach Darmstadt und Stuttgart in die Landesmuseen gelangten. Die im mittleren Chorfenster erhaltenen Glasmalereien aus jener Zeit wurden bei einer Restaurierung 1953 neu zusammengestellt. Sie zeigen verschiedene, teils erneuerte biblische Szenen, darunter die Flucht nach Ägypten, die Geburt Christi, die Anbetung der Könige, die Taufe Christi und Simson mit den Stadttoren von Gaza.
Die Glasfenster der Seitenkapellen wurden 1869 aus historischen Glasfenstern zusammengestellt. Eine Kreuzigungsgruppe sowie eine Anna selbdritt eines großen Fensters der südlichen Seitenkapelle sowie ein ganzes Fenster der nördlichen Kapelle mit ebenfalls einer Kreuzigungsszene sowie Bischofsgestalten werden dem Heidelberger Glasmaler Hans Konberger zugeschrieben und auf 1496 bis 1499 datiert. Die Scheibe mit der Anbetung der Könige im Fenster der Südkapelle ist von 1522, die von zwei Wimpfener Rosenkranzbrüdern gestiftete Madonnen- und Dorotheendarstellung in der Nordkapelle von 1552.

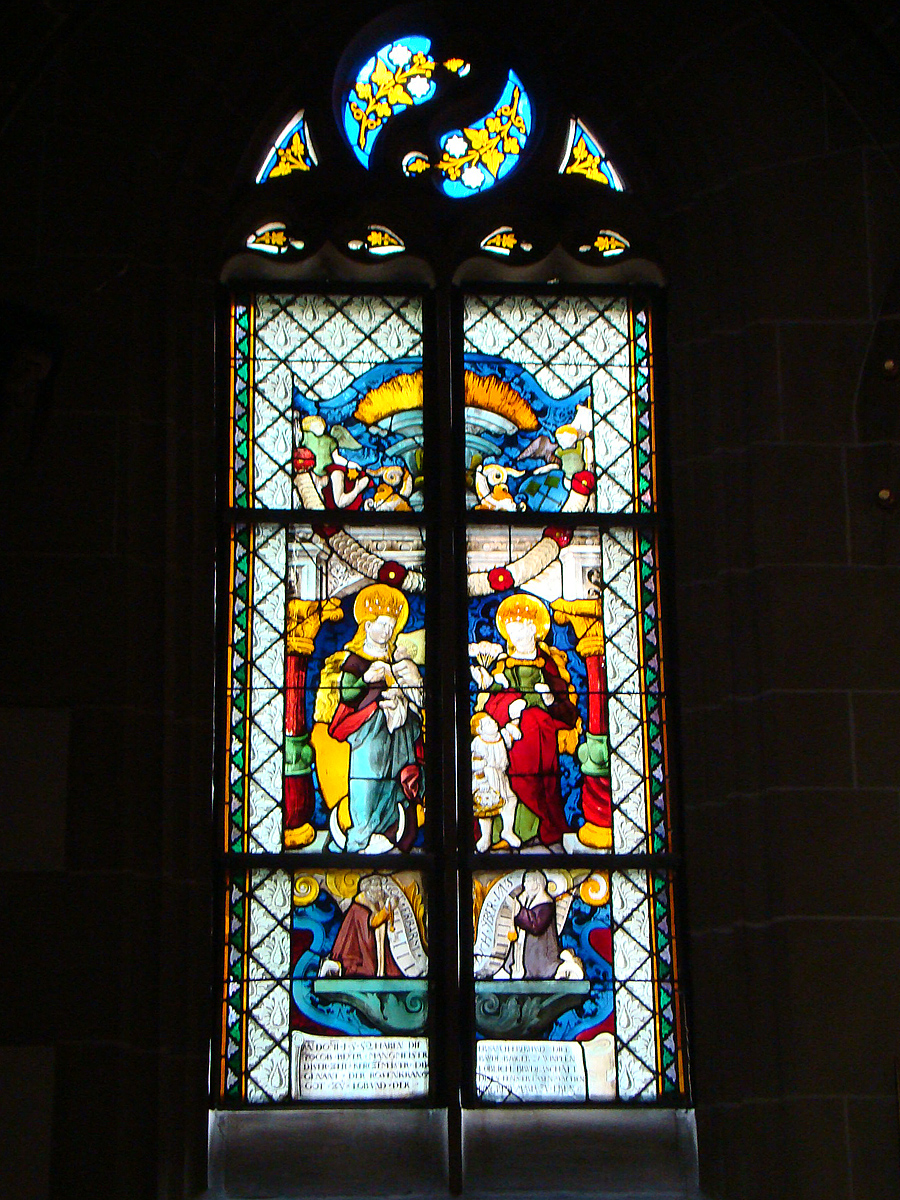
Glasfenster in der nördlichen Seitenkapelle, Kreuzigungsszene vermutlich von Hans Konberger
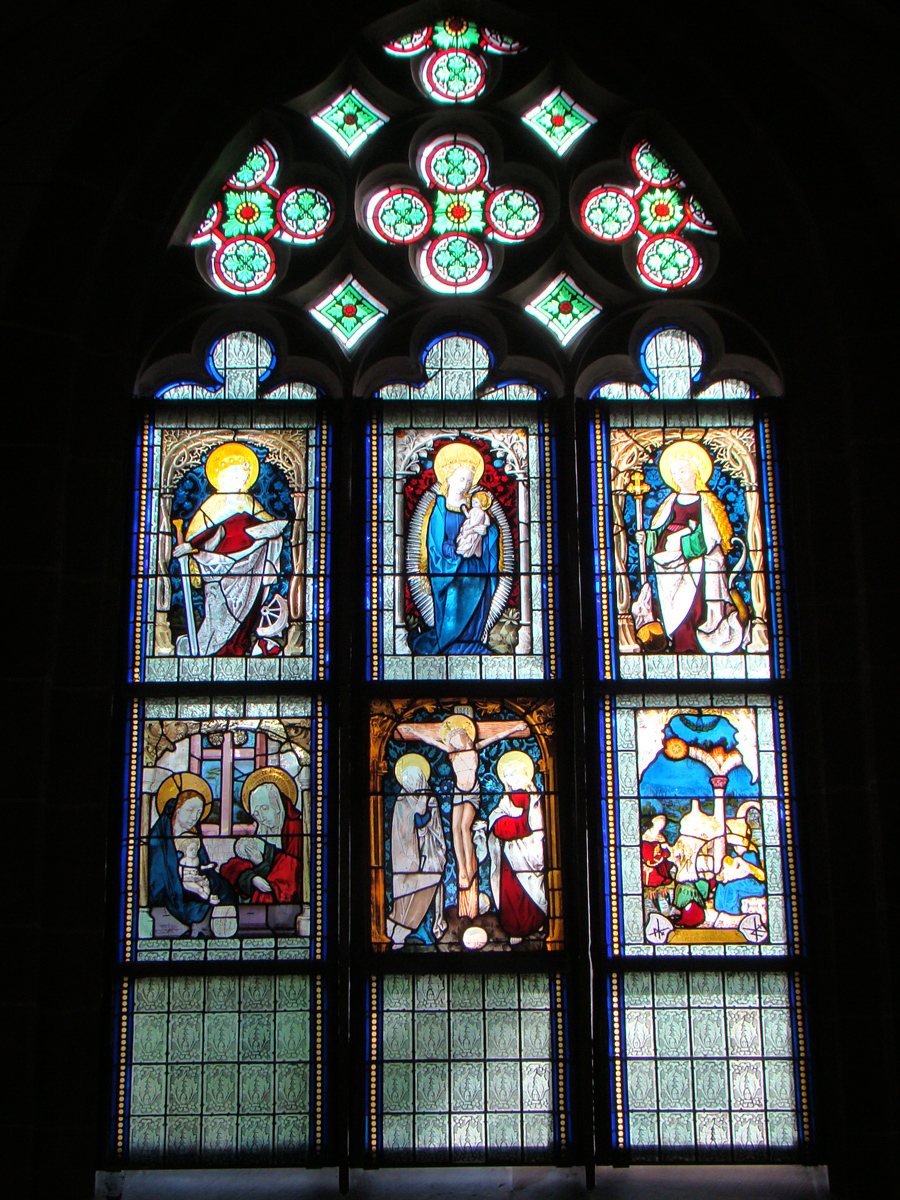
Glasfenster in der südlichen Seitenkapelle, mit Scheiben unterschiedlichen Alters

### Epitaphien

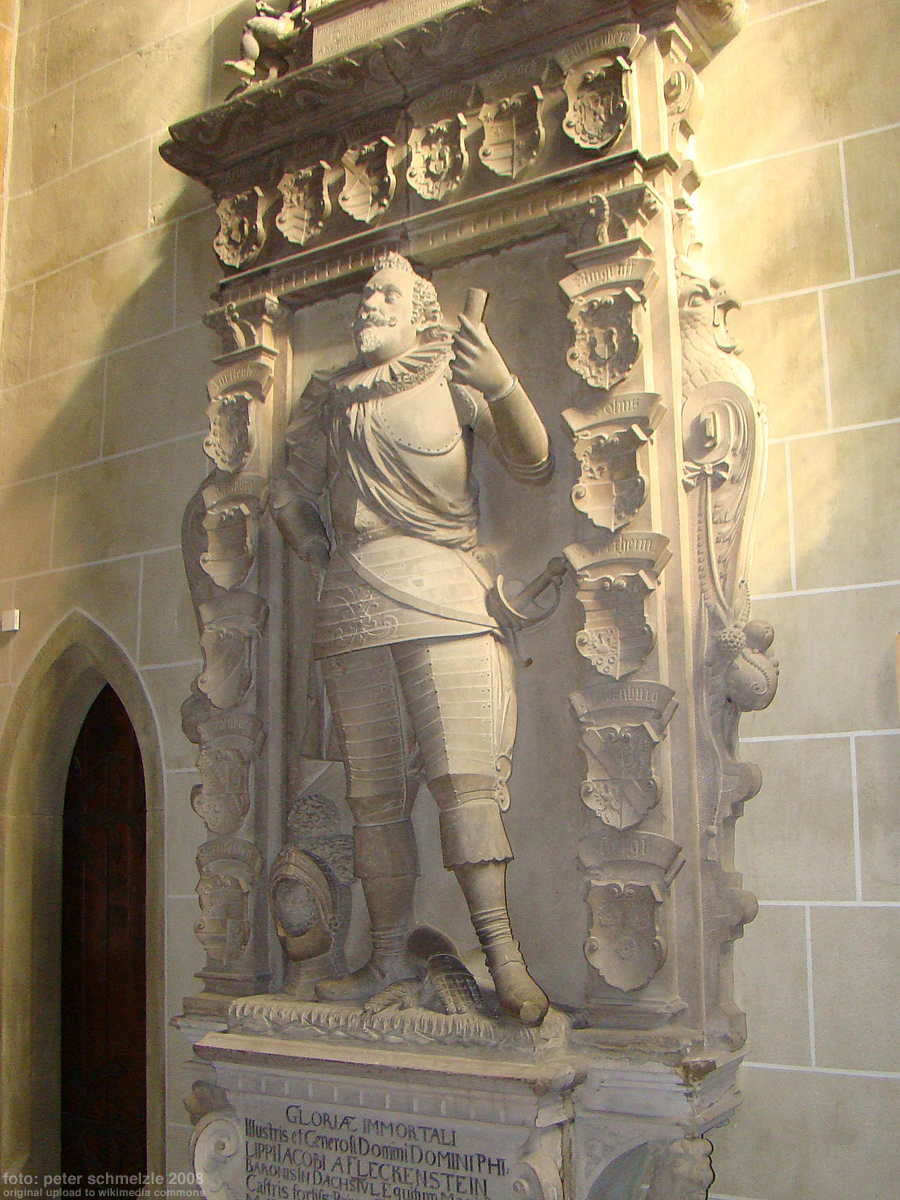
Fleckenstein-Epitaph

In der Kirche sind mehrere historische Epitaphien erhalten. Das größte und schmuckvollste ist das Grabmal des Philipp Jakob von Fleckenstein, das den in der Schlacht bei Wimpfen 1622 gefallenen Oberst als überlebensgroße Steinplastik in Rüstung vor einem Gehäuse mit Ahnenwappen zeigt und in der Werkstatt des Heilbronner Bildhauers Melchior Schmidt geschaffen wurde. Zu den weiteren Epitaphien in der Kirche zählen u. a. die Bronzeepitaphien der Altaristen Johannes Faber und Johannes Bartenbach von 1551 bzw. 1557 sowie zwei schmuckvoll bemalte aus dem 16. Jahrhundert unterhalb der Empore, darunter das des Bartholomäus Barthel († 1574), der Organist in der Pfarrkirche war. Neben den gezeigten Epitaphien haben sich im Besitz der Kirchengemeinde weitere historische Grabdenkmäler erhalten, die einst ebenfalls in der Kirche aufgestellt waren. Zu den Grabmälern im Besitz der Kirchengemeinde zählen das des Altbürgermeisters Balthasar Eisenmenger († 1595), das des Pfarrers Andreas Wünst um 1600 mit Monogrammen und Hausmarken von 64 Stiftern sowie die der Pfarrer J. G. Glockner († 1654) und Christian Winckler († 1747).

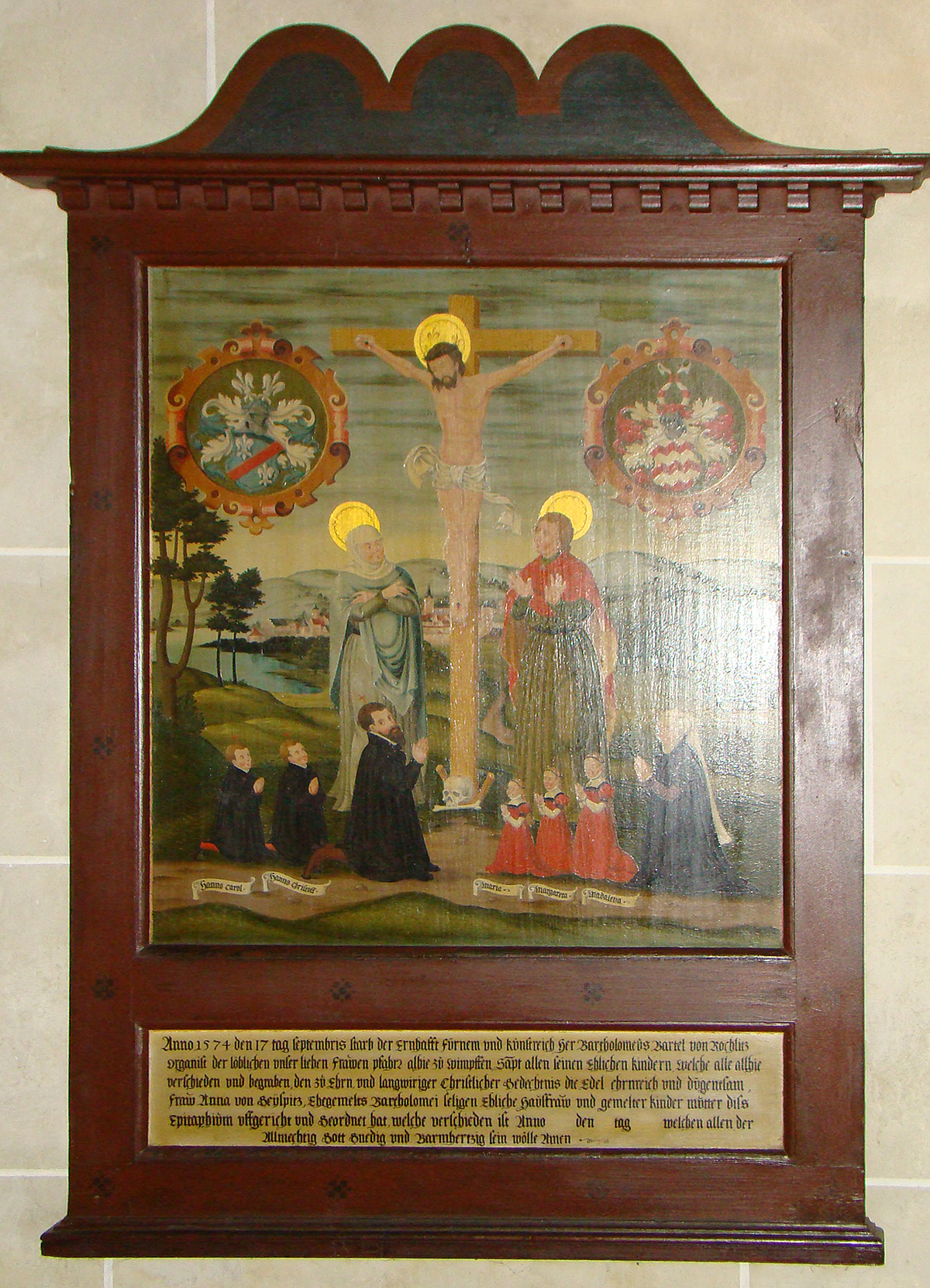
Epitaph des Bartholomäus Barthel († 1574)
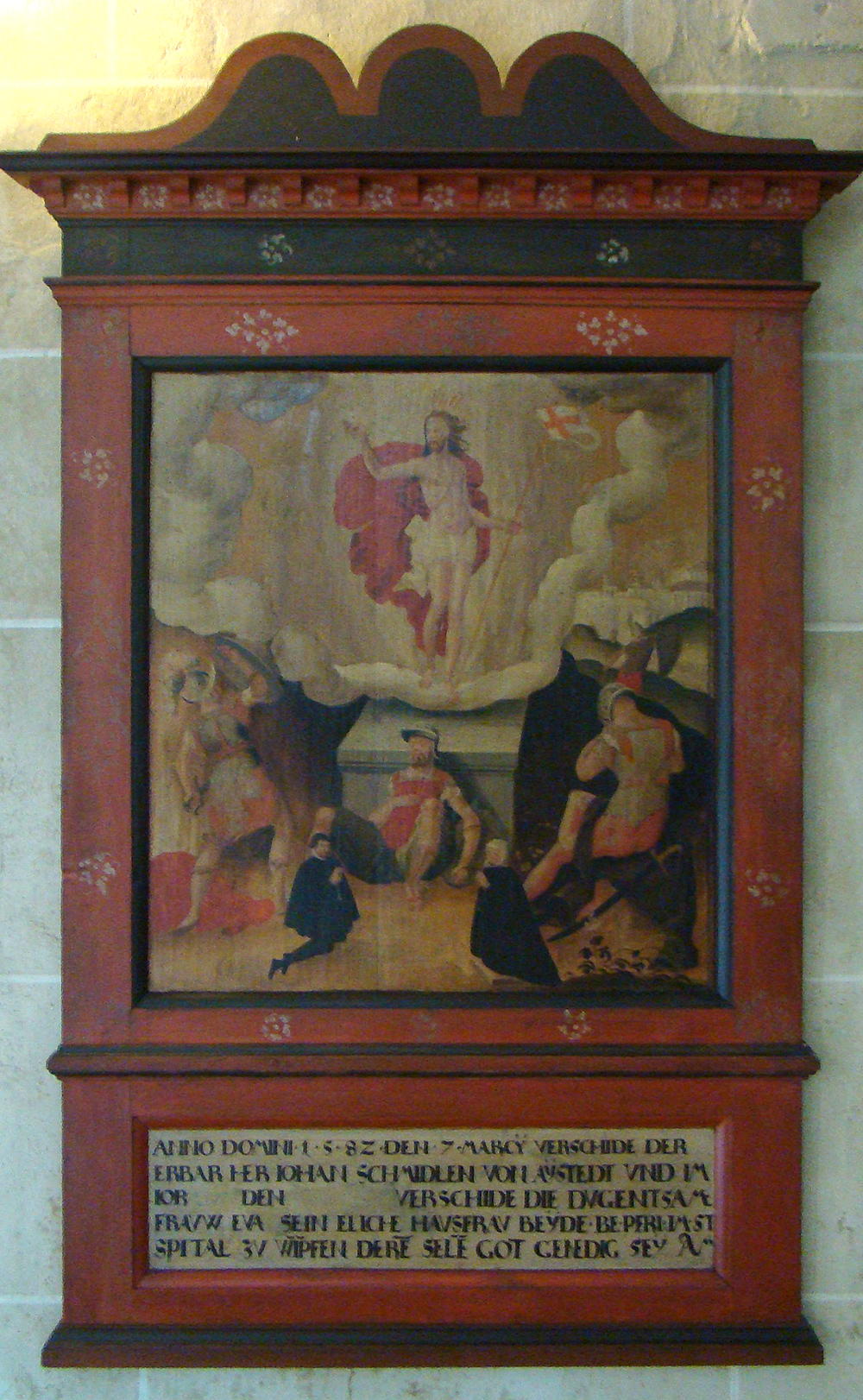
Epitaph des Johan Schmidlen († 1582)
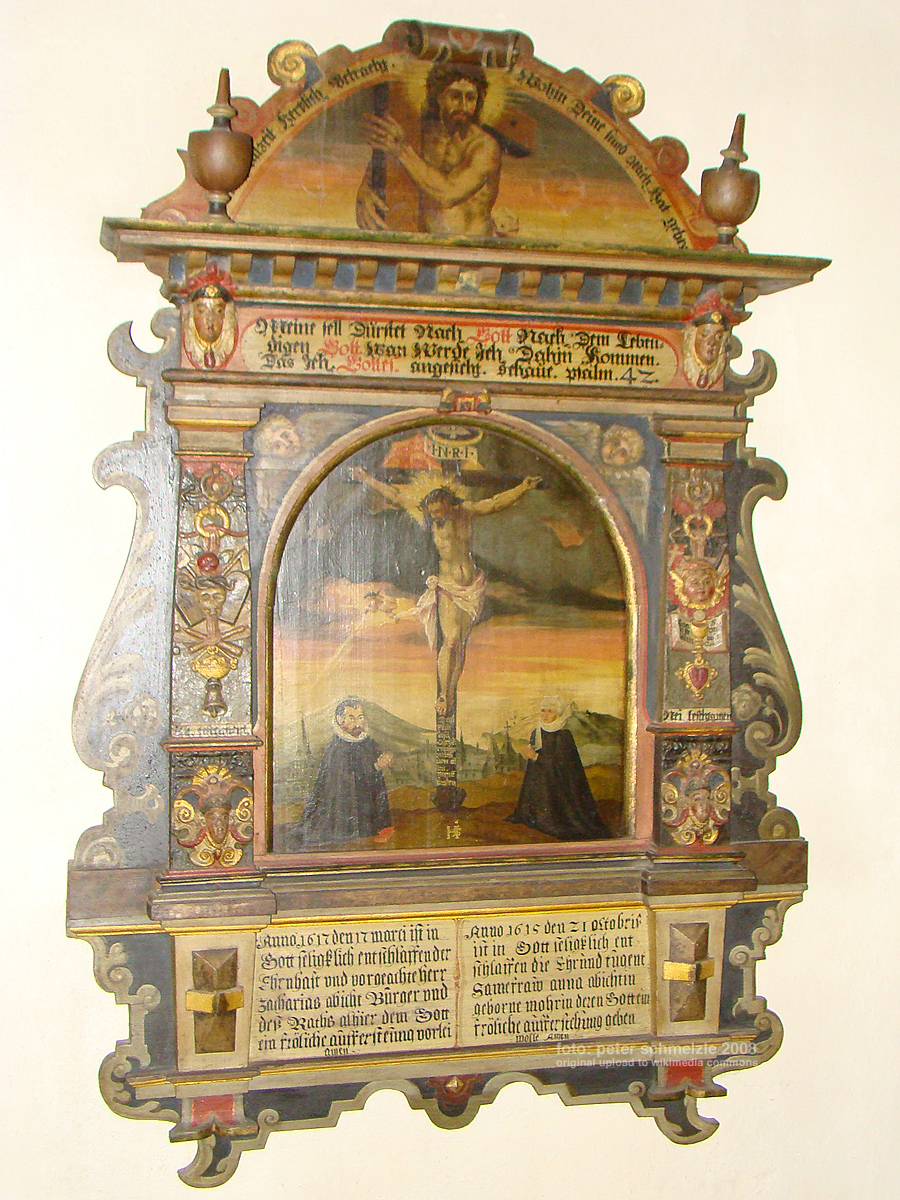
Epitaph des Zacharias Abicht († 1617)

### Orgel

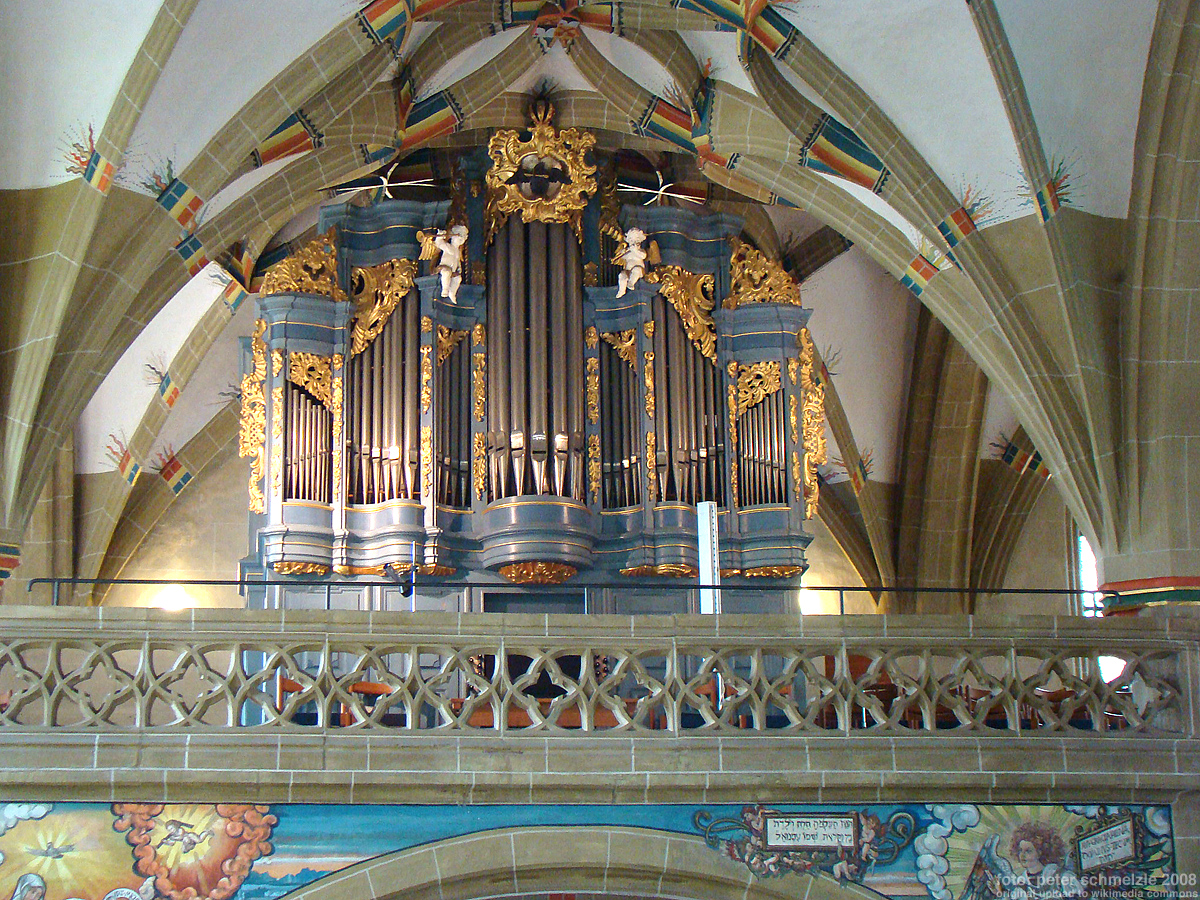
Ehrlich-Orgel auf der Westempore

Die Orgel der Stadtkirche wurde 1747 von Johann Adam Ehrlich erbaut. Bevor die im Stil des Rokoko verzierte Orgel an ihrem heutigen Platz auf der Westempore aufgestellt wurde, befand sie sich auf einem heute nicht mehr erhaltenen Lettner vor dem Chor. Die Orgel besitzt 23 Register auf zwei Manualen und einem Pedal; insgesamt verfügt sie über drei Werke (Hauptwerk, Hinterwerk und Pedalwerk). Seit 1748 wurden bei der Disposition keine Änderungen mehr vorgenommen. Das Instrument ist mit einer Stimmtonhöhe von 466 Hz nach Kirnberger II temperiert.
| I Hinterwerk C–c3        |       |
| musical. Still Gedackt 0 | 8′    |
| Principal                | 4′    |
| Spitzflöte               | 4'    |
| Flöte gedackt            | 4′    |
| Octav                    | 2′    |
| Quint                    | 1 ⁄2′ |
| Mixtur III               | 1′    |

| II Hauptwerk C–c3 |       |
| Principal         | 8′    |
| Groß Gedackt      | 8′    |
| Quintade          | 8′    |
| Viola da Gamba 0  | 8′    |
| Octave            | 4′    |
| Quint             | 3′    |
| Octave            | 2′    |
| Klein Gedackt     | 2′    |
| Mixtur IV–V       | 1 ⁄2′ |
| Cornet            | 1′    |

| Pedal C–c1     |     |
| Principalbass  | 16′ |
| Subbass        | 16′ |
| Oktavbass      | 08′ |
| Octav          | 04′ |
| Pardon fleute  | 04′ |
| Posaunenbass 0 | 16′ |

- Koppeln: II/I, II/P, I/P.

### Sonstige Ausstattung
Im Kircheninneren werden zwei Gemälde aus der Zeit um 1500 präsentiert.

#### Chor

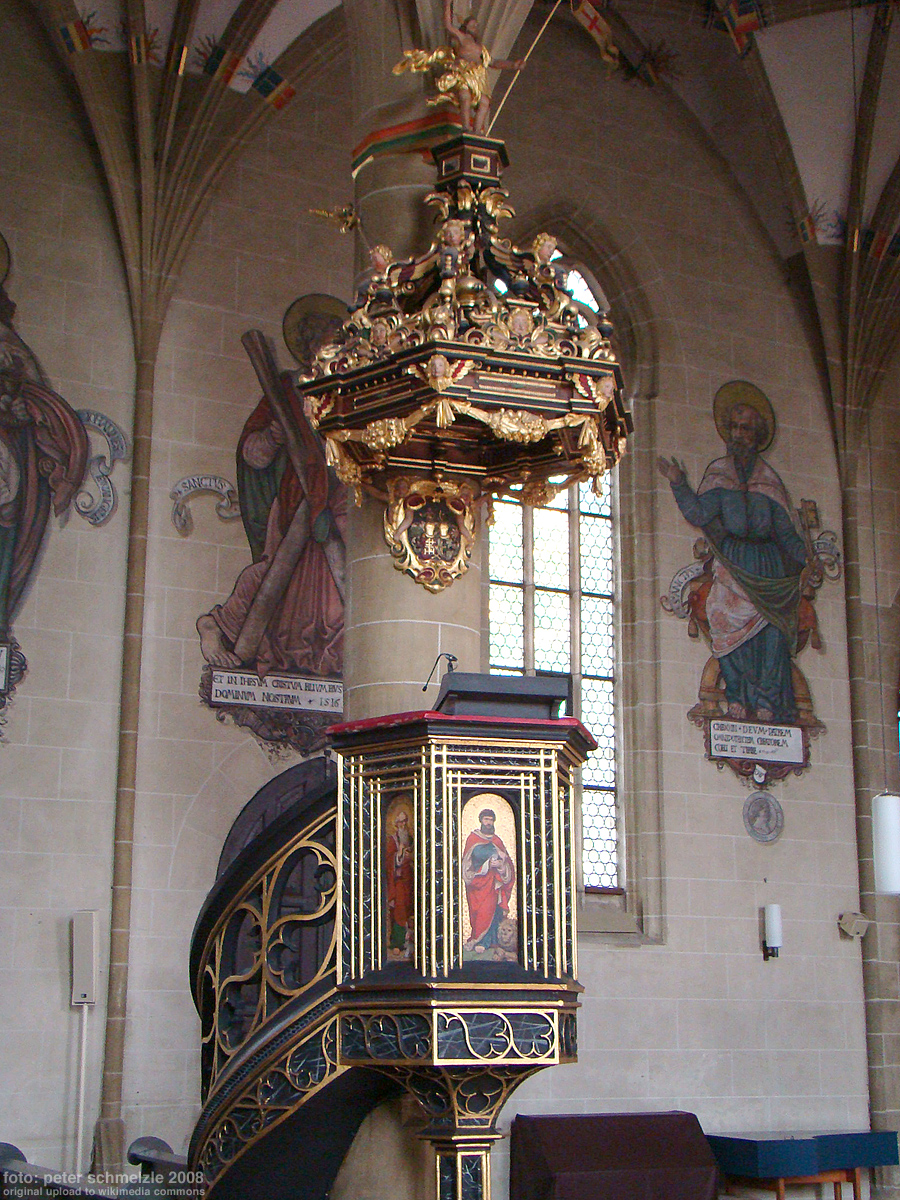
Kanzel, dahinter Aposteldarstellungen an der Nordwand

Dreisitz und Sakramentshaus im Chor stammen aus dem späten 15. Jahrhundert. Das reich mit Schnitzereien verzierte Chorgestühl weist renaissancezeitliche Formen auf und ist möglicherweise noch jenes Chorgestühl, das von dem Altaristen Johannes Faber († 1551) gestiftet wurde, dessen Epitaph in der nördlichen Seitenkapelle erhalten ist.

#### Kanzel und Taufstein
Die steinerne Kanzel an der mittleren nördlichen Rundsäule des Langhauses stammt von 1512 und wurde von Bernhard Sporer oder einem seiner Gehilfen gefertigt, erhielt im 17. Jahrhundert einen barocken Schalldeckel und wurde im 19. Jahrhundert an den Außenseiten mit Evangelistendarstellungen bemalt. Auch der Taufstein ist aus der Zeit der Errichtung des Langhauses.

#### Nördliche Seitenkapelle

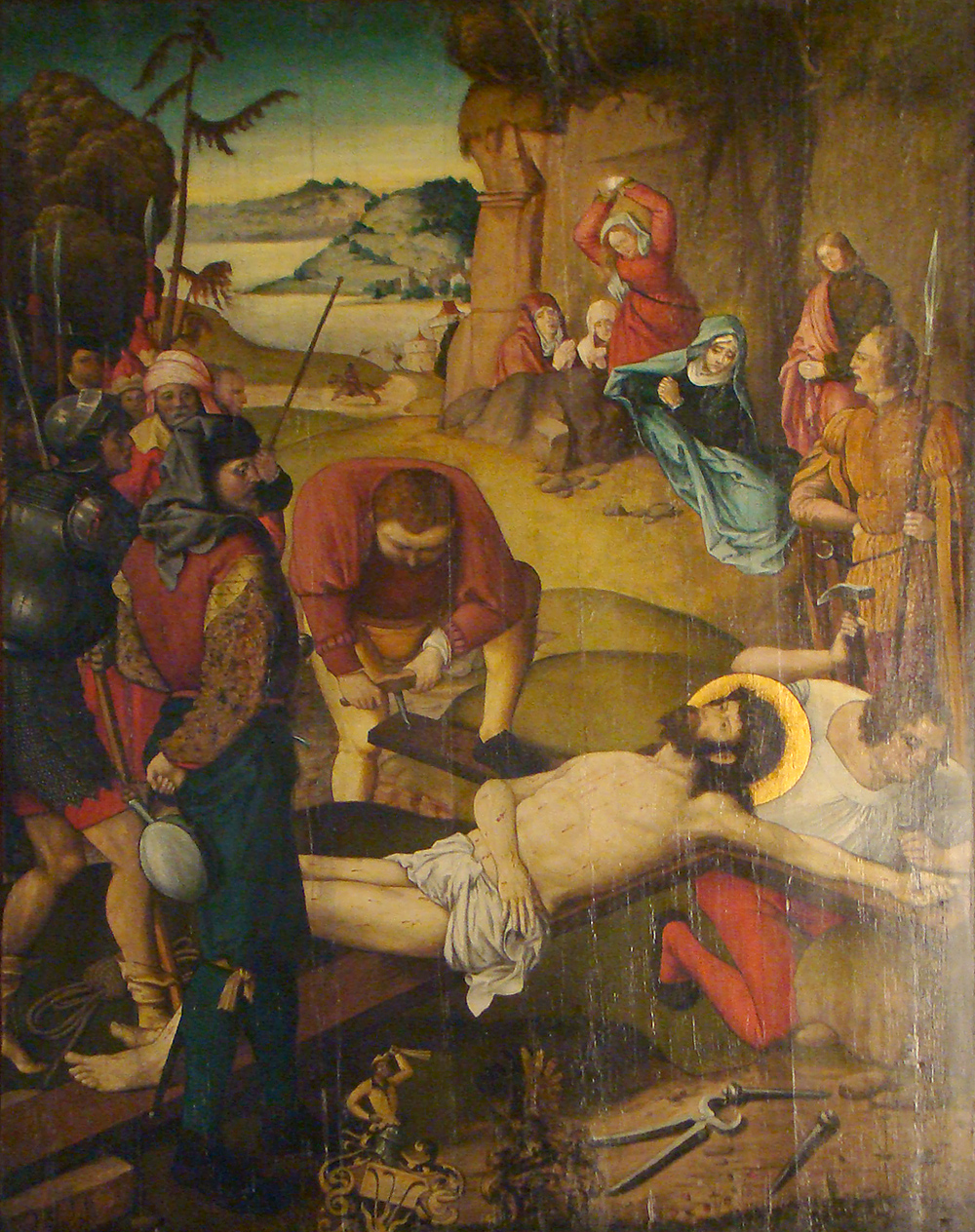
Gemälde Kreuzlegung Jesu, 1516

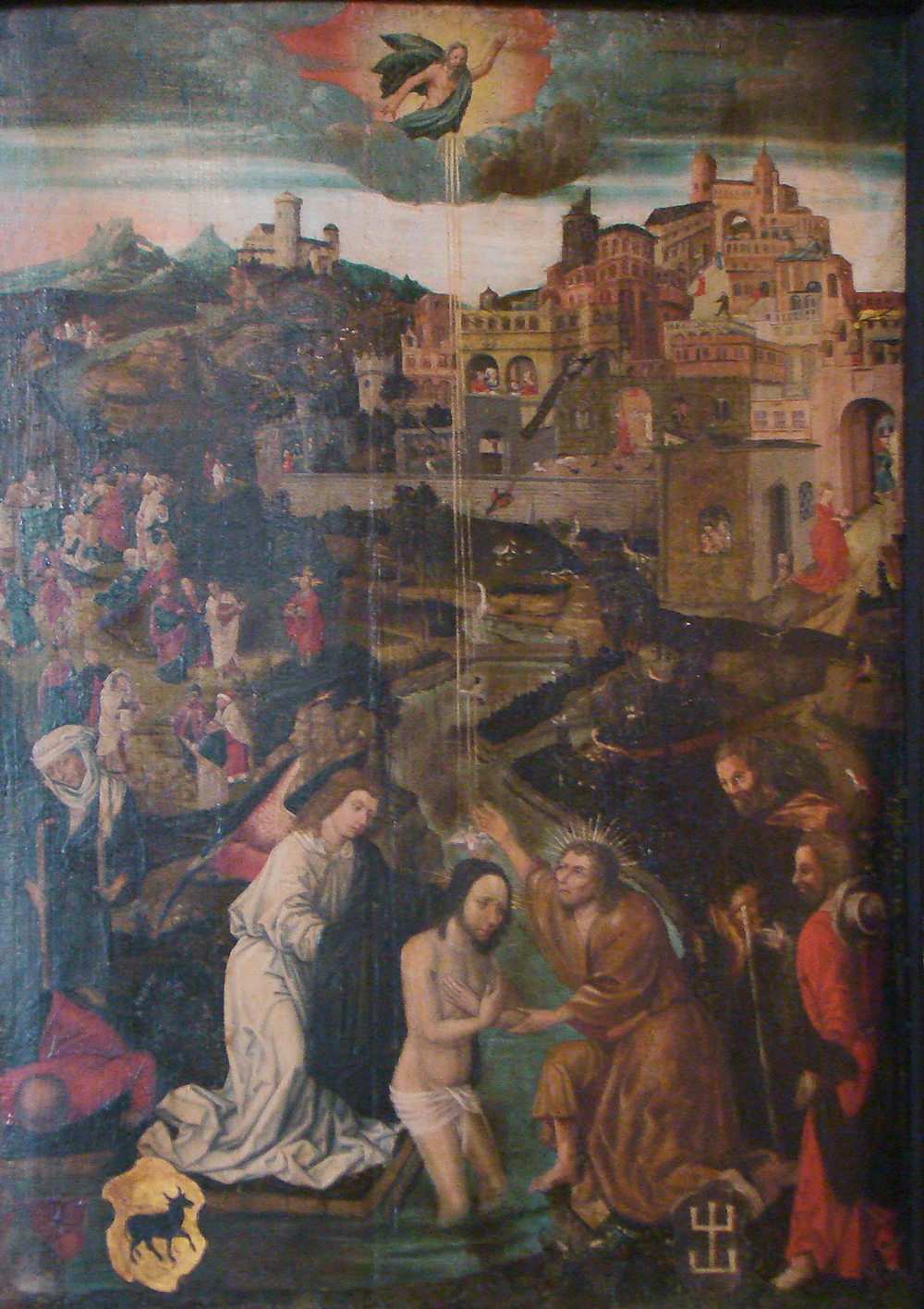
Gemälde Taufe Christi, um 1500

Die nördliche Seitenkapelle ist die ehemalige Taufkapelle der Kirche und wurde zu einem Ausstellungsbereich umgestaltet. In ihr werden zwei Gemälde, ein Holz-Kruzifix und Teile des Kirchenschatzes präsentiert.
Das Gemälde, das eine Szene der Kreuzlegung Jesu bzw. Kreuzannagelung darstellt, wird einem Flügel des ehemaligen Hochaltars der Bad Wimpfener Stadtkirche zugeschrieben. Gräf meint, dass die Maße dafür sprächen. Es ist ein gerahmtes Gemälde, etwa 100 × 130 cm groß, Tempera auf Holz. In der linken unteren Ecke steht K. S. 1516. Ein Stifterwappen, das rot-weiß gefärbt ist, zeigt eine aus der Helmzier wachsende männliche Figur. Das Gemälde wurde im Laufe seiner Geschichte am unteren Rand stark verkürzt, mindestens 5 cm. Die linke Hand Jesu wird an das Kreuz angenagelt, während am anderen Ende des Kreuzbalkens ein Nagelloch vorgebohrt wird. Am Boden sind Zange und Nägel zu sehen. Kriegsknechte schauen dem Treiben interessiert zu. Johannes, Maria und drei klagende Frauen sind im Mittelgrund abgebildet worden. Eine Uferlandschaft ist im Hintergrund zu sehen. Die Ausführung von Jesus und den Kammerknechten sowie der Uferlandschaft im Vorder- und Hintergrund des Gemäldes wird mit Werken des zeitgenössischen schwäbischen Malers Hans Schäufelein verglichen. Die Figurengruppe um Maria, Johannes und die Frauen gehen auf italienische Vorbilder zurück.
Das andere Gemälde stellt eine Taufe Christi im Stile der niederländischen oder niederrheinischen Malerei dar. Dieses Gemälde hing bereits ursprünglich in der Taufkapelle. Es wurde in der Zeit zwischen dem 15. und frühen 16. Jahrhundert geschaffen. Der obere Bereich der Tafel wies ursprünglich eine vergoldete Schwarzlotzeichnung mit einem gotischen Gewölbe auf, wurde jedoch in späterer Zeit mit Architektur und Wolken übermalt. Das gotische Gewölbe zog sich über Säulen in den unteren Bildbereich. Teile davon scheinen im Bereich der Architektur noch vereinzelt durch. Im unteren Bereich des Bildes sind zwei Wappen aufgemalt, die ebenfalls erst in späterer Zeit hinzugefügt wurden. Das Gemälde wurde von Mai 1999 bis Juli 2000 in der Restaurierungswerkstatt des Landesdenkmalamtes Baden-Württemberg restauriert.
In der nördlichen Seitenkapelle befindet sich außerdem ein altes Holzkruzifix, das um 1481 von Oswald Bockstorffer aus Memmingen gefertigt wurde und bei dem die Figur des Gekreuzigten mit hohlem Körper, beweglichen Armen und Naturhaaren versehen ist. Aus dieser Ausführung wird geschlossen, dass die Figur einst für österliche Aufführungen genutzt wurde, bei denen der Gekreuzigte vom Kreuz abgenommen und symbolisch bestattet wurde.
Zu den ebenfalls in der nördlichen Seitenkapelle ausgestellten Teilen des Kirchenschatzes zählen ein vergoldeter Silberkelch mit Schmuckmedaillons um 1330 und ein mit Malereien versehenes Korporalienkästchen von 1488.

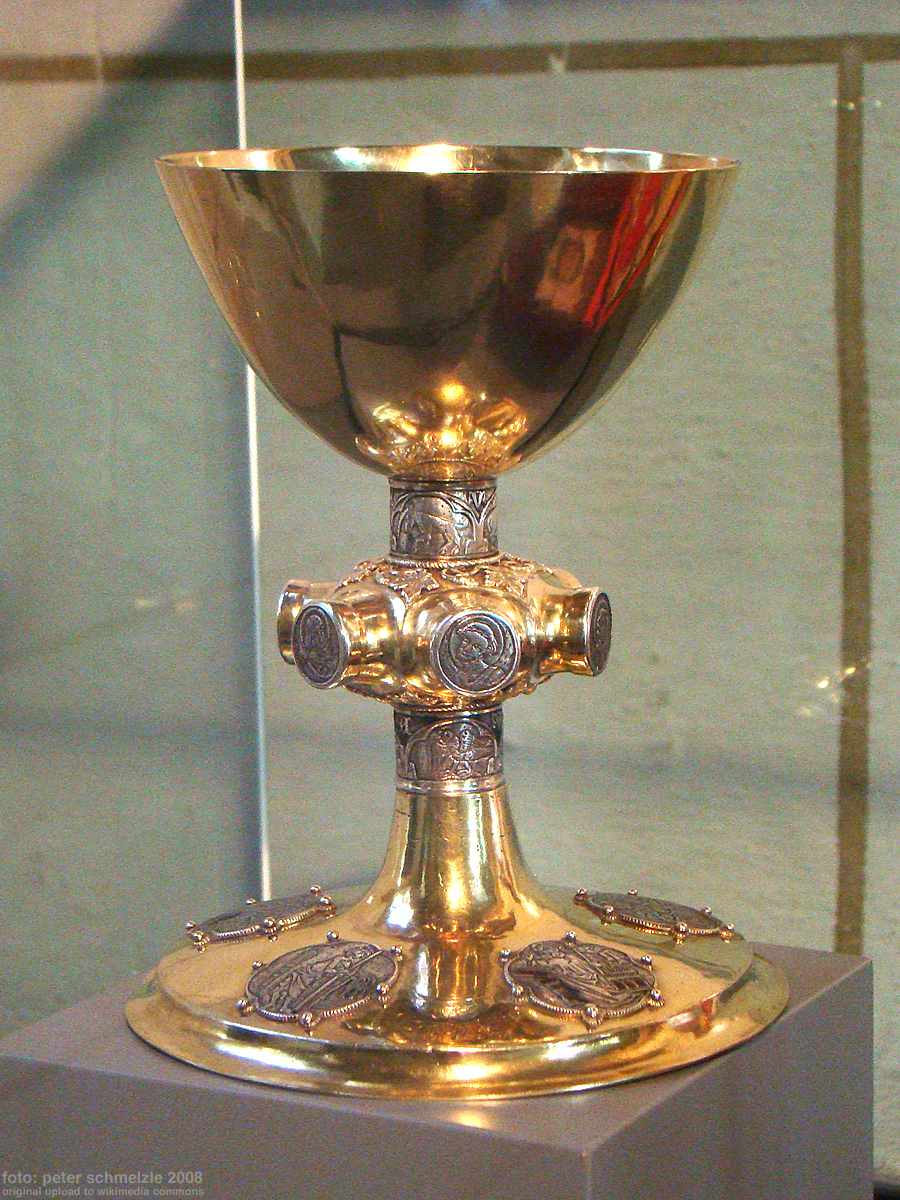
Kelch aus dem Kirchenschatz
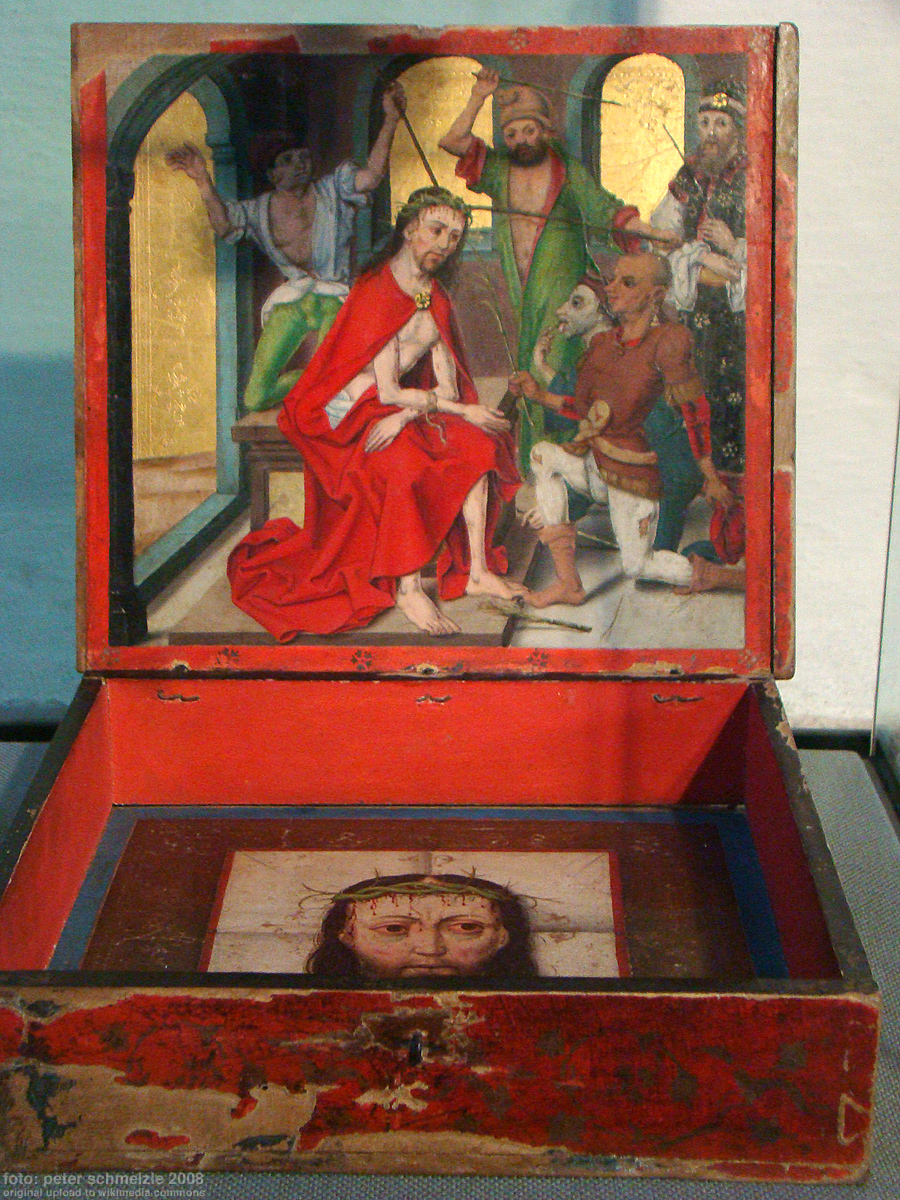
Korporalienkästchen

## Kirchhof

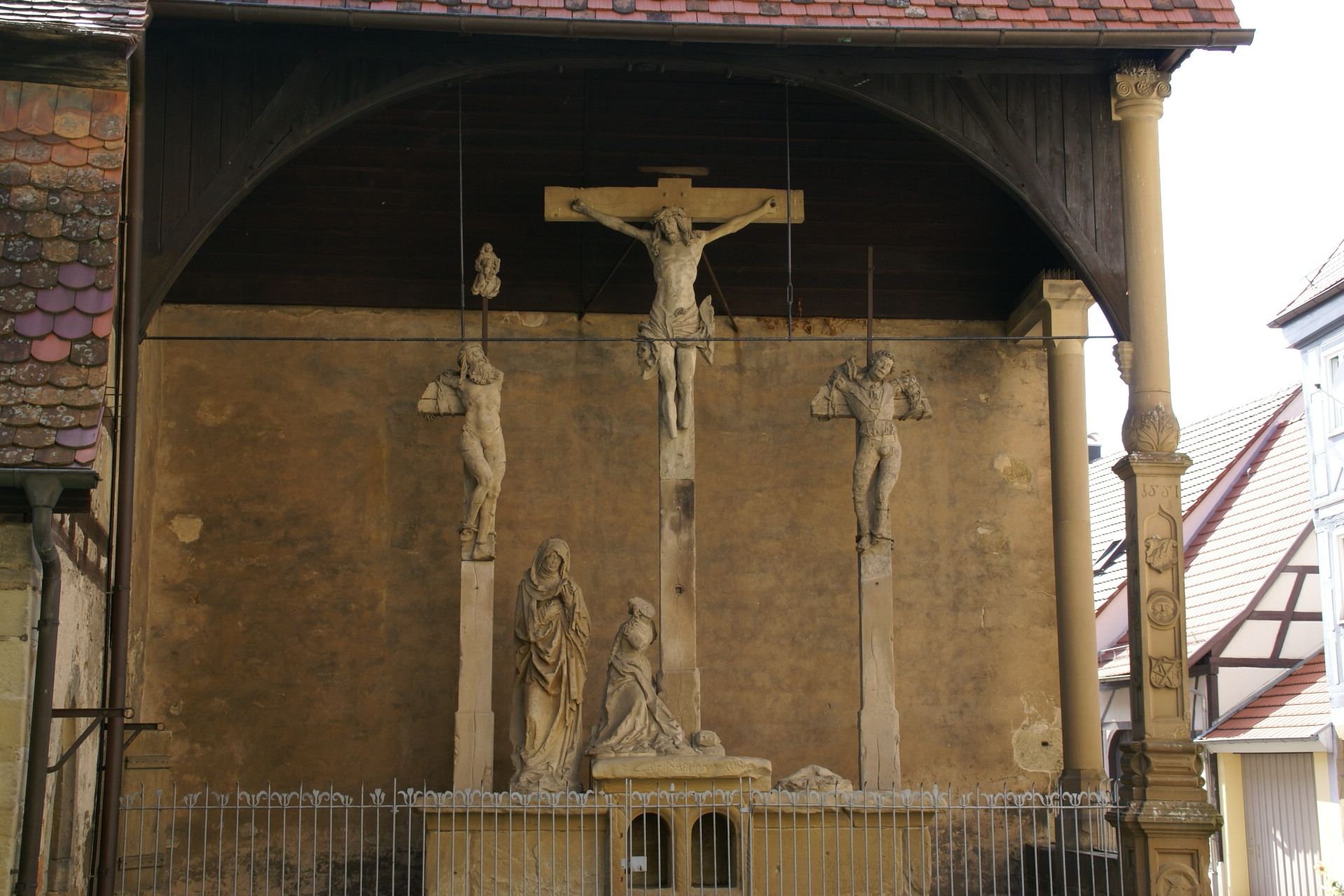
Der Kalvarienberg von Hans Backoffen

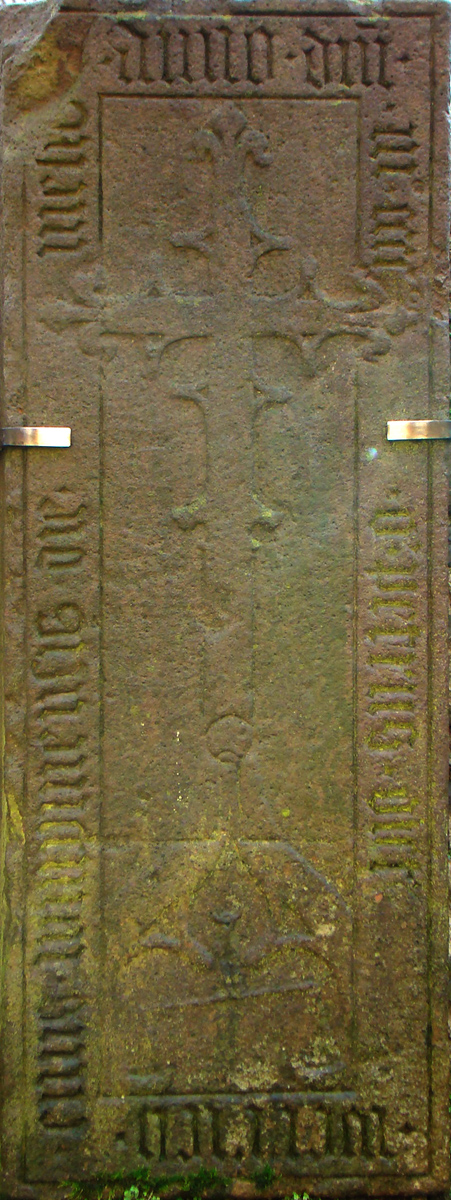
Werrich-Grabplatte

Vom einstigen Kirchhof der Stadtkirche haben sich auf dem heutigen Kirchplatz verschiedene Relikte erhalten.

### Kalvarienberg
Der sogenannte Kalvarienberg ist eine aus Sandstein gefertigte Kreuzigungsgruppe aus dem frühen 16. Jahrhundert, die von Hans Backoffen gestaltet wurde und als Grabmal der Bürgermeisterfamilie Koberer diente. Das aus Tuff auf einem Sandsteinsockel geschaffene Kunstwerk zeigt in überlebensgroßen Figuren Jesus am Kreuz, der von zwei weiteren Gekreuzigten flankiert und von der knienden Maria Magdalena und der stehenden Maria beweint wird. Von einer einstmals ebenfalls vorhandenen Johannesfigur, die das Ensemble komplettiert hatte, ist lediglich der Sockel zwischen den beiden rechten Kreuzen erhalten. Ebenso fehlt eine kleine Teufelsfigur, die sich über dem gekreuzigten Landsknecht rechts befunden hatte, während über dem vollbärtigen bußfertigen Schächer am linken Kreuz noch eine kleine Engelsfigur erhalten ist, die symbolisch die Seele zum Himmel trägt. Die beiden Nischen des Sockels nahmen Grablichter auf. Die Überdachung für die stark verwitterte Figurengruppe wurde an das einstige Beinhaus des Kirchhofs (eine alte Michaelskapelle) angebaut. Ein völlig erneuerter Eckpfosten trägt die Jahreszahl 1551 sowie die Hausmarken der Koberer und weiterer Wimpfener Familien.

### Grabplatten
Unter den auf dem Kirchhof erhaltenen historischen Grabplatten hat die um 1400 entstandene des Peter Werrich mit der Darstellung von Lilienkreuz und Balkenwaage besondere Bedeutung. Ein solches nasenbesetztes Lilienkreuz ist zumeist nur auf älteren Grabplatten anzutreffen, während die Balkenwaage allgemein auf deutlich jüngeren Grabplatten zu finden ist. Die Balkenwaage sowie die neben dem Lilienkreuz dargestellte 60,5 cm lange Wimpfener Elle weisen Werrich als Krämer und Gewandschneider aus. Die Darstellung der Elle ist bedeutend für die lokale Rechtshistorie. Aufgrund der fortschreitenden Verwitterung der Sandsteinplatte ist das dargestellte Längenmaß inzwischen nicht mehr zu erkennen.